# Llista d'ossos dels Pirineus
La present llista d'ossos dels Pirineus recopila de manera exhaustiva els ossos bruns que han viscut als Pirineus des de la dècada del 1980. Inclou els animals que han estat batejats, és a dir, que han rebut un nom per tal de facilitar les tasques dels seus respectius equips de seguiment i donar-los a conèixer en el conjunt de la societat, així com ossos anònims morts per l'acció directa de l'home. En canvi, exclou els cadells i subadults que han desaparegut abans d'haver rebut un nom.
Els programes i accions de reintroducció de l'os als Pirineus, pertanyent a la subespècie europea (Ursus arctos arctos), duts a terme des de mitjans de la dècada del 1990 han aconseguit evitar in extremis la desaparició d'aquesta espècie de la serralada i revertir una corba demogràfica descendent.
El reforç poblacional mitjançant el trasllat d'espècimens en edat reproductiva des d'Eslovènia ha permès revifar la natalitat ursina. Alhora, l'estatus de protecció especial del qual gaudeix l'os en els diferents països dels Pirineus també ha contribuït a la disminució de la mortalitat per causes externes en un medi amb força pressió antròpica. Aquests factors han estat clau per passar d'una situació amb 4 o 5 ossos en tota la serralada el 1995 (abans dels primers alliberaments) fins als 96 que n'hi havia el 2024. Tanmateix, no es fou a temps d'evitar la desaparició de la soca genètica autòctona i actualment només un dels ossos dels Pirineus és portador al 50% de l'estirp pirinenca.
L'última revisió de la Llista Vermella de la Unió Internacional per a la Conservació de la Natura (2018) encara cataloga aquesta població d'ossos bruns com a població en perill crític, l'última categoria abans de l'extinció en estat salvatge, tot i que la subespècie de l'os bru europeu a la qual pertany es troba en risc mínim.

## Ossos autòctons
La diversitat genètica de l'os bru a Europa s'organitza en dos grans llinatges: un d'oriental (Rússia, Carpats i nord d'Escandinàvia) i un d'occidental (resta del continent), que se separaren fa aproximadament 850.000 anys. Alhora, el llinatge occidental se subdivideix en dos clades: un d'origen ibèric, que inclou les soques pirinenca, cantàbrica i del sud d'Escandinàvia, i un d'origen balcànic, que agrupa les soques dels mateixos Balcans, dels Alps i dels Apenins. De fet, la península Ibèrica i els Balcans foren els dos refugis en els quals pervisqueren els ossos bruns durant el darrer període glacial abans d'expandir-se arreu del continent.
El programa de reintroducció ha generat polèmica de manera persistent des dels seus inicis, atesa la reiterada propensió d'alguns individus a atacar el bestiar i les arnes de la zona de manera oportunista. A vegades, representants de grups detractors de la presència de l'os als Pirineus (com sindicats ramaders) han atribuït aquest comportament depredador a la suposada ferocitat dels ossos d'origen eslovè. Tanmateix, està documentat que ja es produïa entre els ossos autòctons en un passat recent. De fet, aquesta fou una de les causes de la seva pràctica desaparició, car sovint posaven en perill la mateixa subsistència d'unitats domèstiques rurals i, per contrarestar les escomeses dels plantígrads, alguns caçadors i ramaders locals en practicaren la caça i l'enverinament fins a dates recents. Així mateix, els orsalhèrs de l'Arieja, al segle xix, desenvoluparen tot un modus vivendi extraient ossalls de la muntanya per ensinistrar-los i exhibir-los en fires i festes, de poble en poble. Mentrestant, els caçadors de ciutat visitaven els Pirineus per participar en batudes del senglar i practicar la caça de grans trofeus, fet que contribuí a empènyer la població autòctona gairebé fins a l'extinció local. Aquesta darrera situació es perllongà fins que la caça de l'os fou prohibida formalment al darrer terç del segle xx.
A inicis de la dècada del 1990, els ossos ja pràcticament havien desaparegut dels Pirineus centrals. Segurament en restaven encara alguns individus dispersos, que deixaren rastres al Port de la Bonaigua, el bosc de Bonabé i el pic de la coma del Forn (Pallars Sobirà), o a la serra de Madres (Arieja), tot i que no foren identificats ni sembla que aconseguissin reproduir-se. Ja als Pirineus occidentals, la situació es perllongà un temps més, amb una minsa població relicta de pocs mascles sense femelles reproductives a la primera dècada del segle xxi.
La situació esdevingué tan precària i el nombre d'individus tan ínfim que els especialistes dedicats a la recuperació de l'os en ambdós vessants dels Pirineus, a més d'identificar aquests animals amb codis per al seu seguiment, els començaren a batejar amb noms propis. Aquesta pràctica també facilità la popularització d'aquests individus a través dels mitjans de comunicació i les campanyes de sensibilització. Una vegada iniciat el reforç de la població autòctona, la pràctica d'anomenar els ossos amb noms propis s'aplicà també als ossos alliberats i molts dels seus descendents. Vist el gran nombre de naixements, el 2018 es decidí no batejar més ossalls. Tanmateix, des del 2023, a petició de les associacions ursines, es fa una excepció per als ossalls que tinguin una història concreta (descendents d'ossos translocats, cadells rescatats, orfes, etc.).

## Nuclis de població

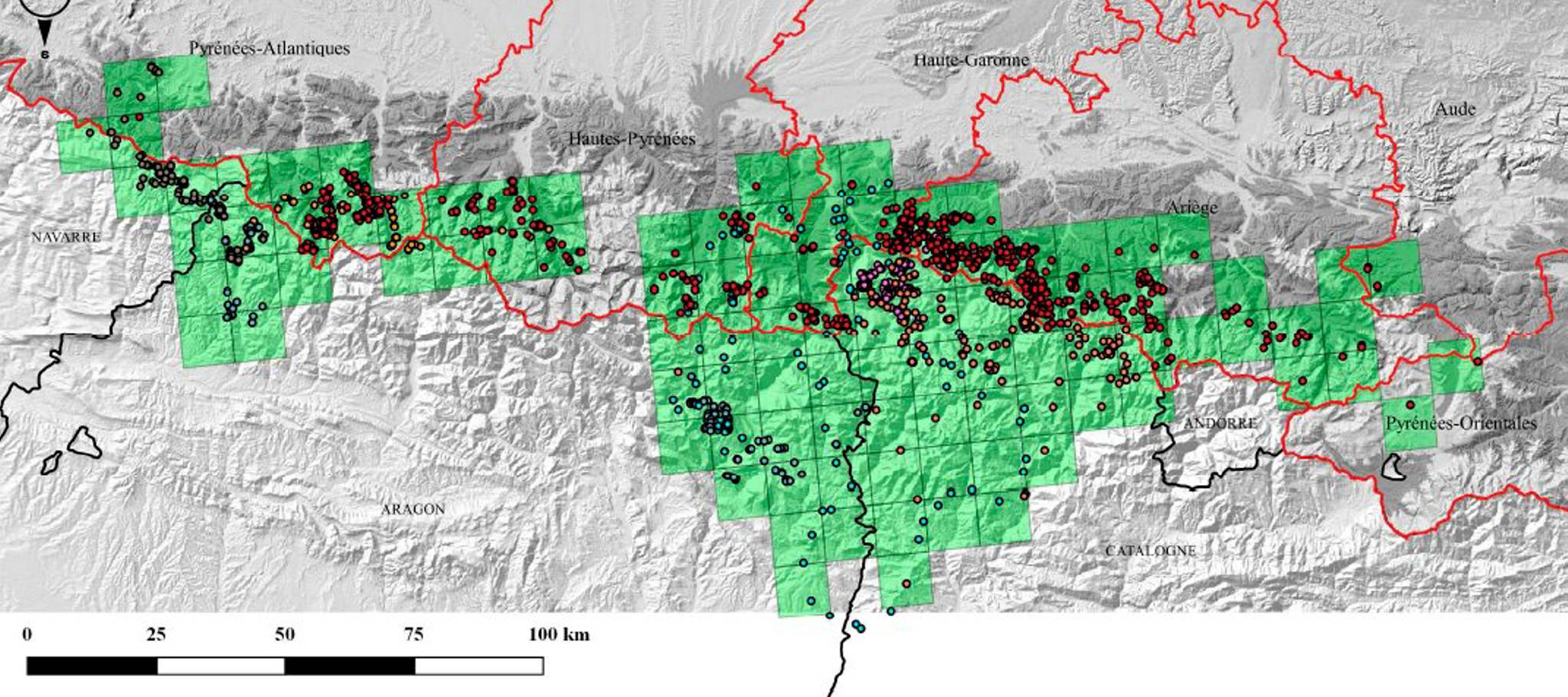
Mapa de la distribució de l'os bru als Pirineus el 2019 fet a partir de mostres geolocalitzades. S'hi observen els dos nuclis de població, el dels Pirineus occidentals i el dels Pirineus centrals.

La població ursina dels Pirineus es distribueix en dos nuclis: els Pirineus occidentals i els Pirineus centrals. El nucli occidental, amb un nombre molt petit d'ossos, és el que aixoplugà els darrers individus de població autòctona. La seva distribució ha gravitat entorn de les altes valls pirinenques d'Aspa i Aussau, al Bearn occità (departament francès dels Pirineus Atlàntics), des d'on els seus individus salten amb freqüència a través del massís de Sesques a les valls navarreses de Roncal i Salazar i a les aragoneses d'Echo i Ansó (i, en menor mesura, també a les valls d'Aragüés del Port i Aísa), a la Jacetània d'Osca. Eventualment, els individus d'aquest nucli també han basculat en sentit est, cap a Bigorra (departament dels Alts Pirineus), a les valls de Lus e Sent Sauvaire, Cautarés i Arrens). Així mateix, s'han realitzat incursions puntuals cap a les comarques aragoneses de l'Alt Gállego i el Sobrarb, a Osca).
El nucli dels Pirineus centrals aglutina la major població ursina a la serralada. Té el seu epicentre en les valls occitanes de Comenge (actual departament de l'Alta Garona), com la Vall de la Pique, i la Vall d'Aran, a Catalunya. De seguida es colonitzaren les frondoses valls entorn de la cresta fronterera del Pallars Sobirà (valls d'Àneu, Ferrera i de Cardós), Coserans, el País de Foix (departament de l'Arieja) i, ocasionalment, d'Andorra. Alguns individus s'han dispersat fins a indrets més allunyats, com per exemple la regió boscosa del massís de Madres, a la frontera administrativa entre l'Arieja, els Pirineus Orientals (Catalunya del Nord) i l'Aude. Així mateix, hi ha individus que s'han estès cap a l'oest (extrem oriental de Bigorra) i el sud (Ribagorça aragonesa). A l'Alta Ribagorça, l'espècie és cada cop més comuna, especialment al vessant sud-oest del Parc Nacional d'Aigüestortes. Esporàdicament, se n'han detectat rastres el Pallars Jussà i el nord de l'Alt Urgell.

## Dades
A continuació es presenta una llista detallada dels ossos que viuen o han viscut en llibertat des de la dècada del 1980 als Pirineus. Se n'ha pogut tenir constància gràcies als esforços dels equips de seguiment de les entitats i de les respectives administracions públiques implicades en la recuperació de l'espècie. Les llistes, en format tabular, contenen diferents camps informatius en columnes.
- Nom: nom de l'os (excloent els animals que no han estat batejats, generalment cadells que no arriben a la fase adulta). S'hi inclouen igualment diversos individus anònims dels quals consta que han estat morts per l'acció de l'home durant el mateix període.
- Demografia: anys de naixement i (si escau) de mort de l'os. Inclou també el sexe de l'individu («Mascle», «Femella» o «Desconegut», en cas que es desconegui) i l'edat a la mort. Finalment, indica la causa probable de mort amb un codi de colors, explicat a la secció «Llegenda», que especifica si l'individu és viu o, en cas d'haver mort, la causa de la mort.
- Origen: es classifiquen els ossos segons si el seu origen és «Autòcton» (Pirineu) o «Al·lòcton» (Eslovènia) i la data del seu alliberament, o si són «Descendents» nascuts als Pirineus d'ossos al·lòctons. S'ha classificat a part l'únic cas documentat d'encreuament («Encreuat») entre una ossa autòctona i un descendent d'ossos d'origen eslovè.
- Descripció: informació biogràfica de l'animal compilada a partir de fonts diverses.

Per facilitar-ne la consulta, la llista es divideix en quatre taules que combinen els criteris espacial i temporal: la primera per als individus residents al nucli occidental i les altres tres per als del nucli central (una per dècada). Des de la primera dècada del segle xxi s'han detectat casos d'individus que creuen la carena pirenaica i visiten o passen a residir a l'altre nucli ursí. En aquests casos, es té en compte l'últim nucli en el qual l'animal ha residit de manera estable.
Llegenda de causa probable de la mort
|  | Mort natural           |
|  | Mort accidental        |
|  | Infanticidi            |
|  | Mort desconeguda       |
|  | Mort per atropellament |
|  | Mort per arma de foc   |
|  | Mort per enverinament  |

## Nucli dels Pirineus occidentals
| Nom                         | Demografia | Demografia                                               | Origen               | Descripció |  |
| --------------------------- | ---------- | -------------------------------------------------------- | -------------------- | --- |  |
| Papillon                    |            | 1975–2004 Mascle 29 anys Mort natural                    | Autòcton             | Papillon era un dels últims mascles dominants de la població autòctona i durant molt de temps fou considerat l'os més gros dels Pirineus. Es calcula que hauria nascut cap al 1975 i que arribà a pesar 180 kg. Es trobava inicialment a la Vall d'Asp, al Bearn, i fou rastrejat pels especialistes des del 1980, data de la seva primera identificació, fins a la seva mort als 29 anys. El seu nom és una referència a la pel·lícula Papillon, el protagonista de la qual és un condemnat per assassinat que supera totes les dificultats i arribar a vell. Es té constància que inicialment s'aparellava amb Juliette, que morí estimbada el 1983. Més endavant tindria descendència amb Cannelle, de qui naixeria Pyren el 1995. Se sap que el 1996 feu una incursió per l'Alt Gállego, a Osca. Papillon podria ser igualment el pare dels ossalls de Cannelle nascuts el 1998 (Aspe-Ouest) i el 2000. El 2002 es desplaçà al sud-oest del seu territori per la irrupció de Nere, mascle descendent de la població traslladada d'Eslovènia als Pirineus centrals. Més tard, en fou expulsat definitivament pel nou mascle dominant, que s'aparellà i procreà amb Cannelle. Papillon s'establí a Shèsa, a la vall de Lus e Sent Sauvaire (Bigorra, Alts Pirineus). Al principi no se sabia que l'os que rondava per Bigorra era Papillon i se'l començà a anomenar «Luz» (perquè se l'havia vist molt a llevant, a Lus-Ardiden), però posteriorment se n'aclarí la identitat. Allà, l'equip de seguiment el capturà per equipar-lo amb un radiotransmissor. Pesava 128 kg i tenia la dentadura molt deteriorada. Poques setmanes després, el 25 de juliol, aparegué mort per vellesa i una infecció. El seu pes havia baixat fins a 97 kg i no havia menjat res en els darrers quinze dies. Encara que no li provocaren la mort, duia 50 perdigons al flanc. |  |
| Os mort a Ansó              |            | ?–1980/81 Desconegut Arma de foc                         | Autòcton             | Segons el naturalista Gérard Caussimont, el 1980 o el 1981, a Ansó (Aragó), un ramader que havia tingut baixes ni tan sols no les declarà, sinó que esperà l'os i el matà d'un tret. |  |
| Ossa morta a la Selva d'Oza |            | ?–1980/81? Femella Arma de foc                           | Autòcton             | L'últim os del qual es té coneixement que fou mort a les valls occidentals de l'Alt Aragó és una femella jove abatuda per caçadors guipuscoans de Tolosa o Hernani el 1980 o el 1981 durant una batuda de senglar a Mondota, el paratge més inaccessible de la Selva d'Oza, a la Val d'Echo. Els caçadors anaven acompanyats pel guarda forestal Francisco Miguel Monje, que no denuncià els fets. Un dels caçadors, molt jove i inexperimentat, s'esfereí quan sortí l'ossa i disparà sense pensar-s'ho dues vegades. L'ossa no estava ni espantada ni ferida ni anava amb cadells. Els caçadors colgaren el cos de l'animal amb branques. Una vegada caiguda la nit, el carregaren en un cotxe, se l'emportaren a casa i més tard el dissecaren. Actualment és exhibit en una casa guipuscoana amb una molla al darrere que el fa balancejar. No només quedà impune la mort de l'ossa, probablement una de les darreres reproductores de tota la serralada, sinó que els caçadors cometeren encara una altra il·legalitat en apropiar-se del cos. |  |
| 2 ossos morts a Aussau      |            | ?–1982 Desconegut Arma de foc                            | Autòcton             | La premsa es feu ressò d'un cas succeït a la vall bearnesa d'Aussau. Una femella i el seu cadell en el segon any de vida foren morts en una cacera de senglars a la ribera de Bitet. Segons unes declaracions anònimes, l'ossa pesava 160 kg i el cadell 60 kg i els caçadors, segons la tradició, se n'haurien menjat la carn, dissecat els caps i colgat les restes. La policia escorcollà les cases dels caçadors i no hi trobà cap resta d'os, però sí deu almesqueres. Els sospitosos no foren processats. Aquest cas commogué l'opinió pública i feu que agafés volada la idea d'endegar un pla de reintroducció de l'espècie a la serralada. |  |
| Juliette                    |            | ?–1983 Femella Mort accidental                           | Autòcton             | Juliette era la femella amb qui s'aparellava Papillon. Morí estimbada per un cingle de 40 metres el 1983, quan Papillon tenia vuit anys. El seu nom fou triat en referència a la tragèdia romàntica Romeu i Julieta per ser la fidel companya de Papillon i la seva mort tràgica. |  |
| Os mort a Izaba 1           |            | ?–1983 Desconegut Enverinament                           | Autòcton             | A la vall de Roncal (Navarra), Fernando Hualde documenta rumors que circulaven el 1983 (que dona com a probablement certs) que un os havia estat enverinat amb estricnina per un pastor d'Izaba i havia anat a morir a l'estany d'Ezkuarre. |  |
| Os mort a Izaba 2           |            | ?–1985/86 Desconegut Arma de foc                         | Autòcton             | A Navarra, un altre plantígrad fou mort en una batuda de senglar el 1985 o 1986 al mont Ikalterrea, també al terme d'Izaba. L'os encalçà els gossos, que fugiren cap al seu amo, i aquest s'espantà i disparà. |  |
| Os mort a Lascun            |            | ?–1986 Desconegut Enverinament                           | Autòcton             | El 1986 es descobrir un cas de furtivisme, probablement per enverinament. A la zona de Lascun, al Bearn, es trobaren un crani i alguns ossos d'os. |  |
| Os mort a Garde 1           |            | ?–1988 Desconegut Arma de foc                            | Autòcton             | Un os fou mort a Garde (vall de Roncal, Navarra) durant una batuda de senglar el 1988. |  |
| Os mort a Garde 2           |            | ?–1989 Desconegut Arma de foc                            | Autòcton             | L'octubre del 1989 es produí un atac a una ramada d'ovelles a Garde. El pastor ho comunicà al veterinari del poble, que era un substitut i no sabia com actuar. Sense donar-hi gaire voltes més, el pastor agafà una escopeta i s'apostà a la muntanya amb un parell de col·legues fins que passà l'os. Un cop mort, el colgaren al mateix lloc on l'havien abatut, vora l'ermita de Zuberoa, ben a prop de la carretera que va cap a Ansó. A Garde, amb poc més de cent habitants, tothom sabia qui era l'autor del crim, però no s'obrí cap investigació al respecte. |  |
| Os mort a Echo              |            | ?–1994 Desconegut Arma de foc                            | Autòcton             | A les valls occidentals d'Aragó (Jacetània, Osca), els rastrejadors sempre trobaven abundància de traces, fins que a la primavera del 1994 es reduïren bruscament. Aquest fet coincidí amb un rumor reiterat que un os havia estat abatut, possiblement per algú que hauria actuat per evitar atacs al bestiar. A part dels vilatans, un guarda forestal d'Echo declarà a la seva seu de treball que sabia del cert que un os havia estat mort l'hivern del 1993–1994 i que tenia pistes sobre qui n'havia estat el responsable. Posteriorment, el guarda es negà a delatar els infractors. |  |
| Claude                      |            | ?–1994 Femella Arma de foc                               | Autòcton             | Claude, una femella petita, fou morta en una cacera de senglars el 20 de novembre del 1994 en un lloc anomenat Cristallères, en el perímetre d'una de les antigues reserves de caça abandonades l'any anterior a la muntanya de Bòrça, a la vall alta d'Aspa. Els vuit caçadors ocultaren el seu cadàver. La notícia no transcendí fins passats dos anys, el 1997, quan algú trencà la llei del silenci imperant en aquelles contrades i els caçadors foren detinguts. Dos d'ells es feren directament responsables dels fets i foren processats. Era la primera vegada que es detenia algú per furtivisme als Pirineus. L'entitat Fonds d'Intervention Eco-Pastorale (FIEP) es presentà com a acusació particular en el judici. El 1999, fou també la primera vegada que es condemnava algú. Els dos caçadors hagueren de pagar una multa de 10.000 francs cadascun i perderen el permís de caça durant cinc anys. A més a més, hagueren de cobrir els danys causats i indemnitzar l'acusació particular, de manera que hagueren de pagar un total de 98.504 francs. L'antic territori de Claude se situava a l'oest de la vall d'Aspa. Segons els experts, era la femella que s'aparellava amb Camille, l'últim os autòcton. En algunes fonts Claude apareix amb el nom de «Dominique», nom genèric popular amb el qual es coneix l'os al Bearn. El seu nom neutre fou escollit perquè en el moment de detectar-la encara no se'n coneixia el sexe. |  |
| Camille                     |            | 1983–2010 17 anys Mascle Mort natural                    | Autòcton             | Camille fou l'últim os 100% autòcton de tota la serralada. El 1997 es dispersà a les Valls de Roncal i Ansó i l'any següent hi generà molta polèmica per la mort de bestiar, que aleshores estava molt desprotegit, a diferència del Bearn, on gairebé no provocava baixes. Proves genètiques demostraren que era un mascle nascut el 1983. Mitjançant càmeres automàtiques accionades per infrarojos, el departament de Medi Ambient del Govern de Navarra obtingué dues noves fotografies de Camille en una de les seves incursions a la vall de Roncal i una altra el setembre-octubre del 2003 a Izaba, que permeteren determinar que feia 1,75 m dempeus i pesava 200 kg. El 1999, una altra fotografia serví per confirmar-ne la presència. Jean-Jacques Camarra l'hauria tingut identificat des del 1981. El seu nom neutre fou escollit perquè en el moment de detectar-lo encara no se'n coneixia el sexe. El 2007, campejava principalment a Navarra, tot i que a l'estiu penetrava a Aragó i França. L'abril de 2008 fou vist en viu per primera vegada. Aquestes observacions revelaren que la sarna detectada un any i mig abans se li havia estès. Per la seva edat, se suposava que no sobreviuria més de dos anys i, efectivament, el 2010 se'n certificà la desaparició per falta d'indicis de la seva presència. Després de la seva mort, s'inaugurà una ruta ecoturística transfronterera anomenada La Senda de Camille, que segueix un circuit circular en set etapes a través del Parc Natural de les Valls Occidentals (Osca) i el Parc Nacional dels Pirineus (Bearn i Bigorra). |  |
| Chocolat                    |            | 1984–2000 Mascle 16 anys Desconeguda                     | Autòcton             | Chocolat fou un mascle adult de més de 90 kg. Podria haver-se traslladat a Bigorra, tot i que des del 2000 no es té certesa que estigui viu. La presència de Chocolat confirma que probablement que hi hagué un naixement el 1991, car no és gaire versemblant que es donés una ventrada de 3 ossalls el 1989 ni que nasqués el 1984; si no, es pot especular amb l'existència d'una altra femella d'origen pirinenc. Segons Elosegi Irurtia, hauria nascut el 1984, tot i que no es pot descartar que ho hagués fet el 1989 o el 1991, quan sembla que també hi hagué naixements al nucli occidental. El nom «Chocolat» és una referència al seu pelatge fosc. |  |
| Pestoune                    |            | 1989–1993 Femella 5 anys Desconeguda (probable execució) | Autòcton             | Pestoune nasqué el 1989 i el 1991 ja provocà grans problemes en atacar nombroses ovelles. El 1992, es muntà una gran operació per tractar de capturar-la i col·locar-li un transmissor per tenir-la controlada. Tanmateix, aconseguí escapar-se del llaç. Era una animal de talla mitjana i pèl molt ros. En altres llocs se l'anomenava «Lagaffe» o «Gaffe» ('maldestra'), puix que tenia una conducta anòmala, provocant una gran quantitat d'atacs, cosa que probablement desembocà en la seva execució. Camarra fou l'últim que la veié, el 1993, i des de llavors no se l'ha localitzat. Segurament és morta, car des d'aleshores el professor Taberlet tampoc no n'ha detectat el genotip. Probablement era germana de Cannelle. |  |
| Cannelle                    |            | 1989–2004 Femella 15 anys Arma de foc                    | Autòcton             | L'ossa Cannelle es feu famosa per ser la darrera ossa reproductora autòctona. Fou morta per un caçador el novembre de 2004. Molt probablement nasqué el 1989 i amb tota seguretat era germana de Pestoune («Lagaffe»). El seu nom ('canyella' en francès) era una referència al color clar del seu pelatge. Fou la mare de tots els ossalls nascuts als Pirineus occidentals des del 1995 (naixement de la seva primera cria coneguda, Pyren, tot i que una font apunta que ja hauria tingut un cadell el 1992). En total, Cannelle hauria donat a llum quatre o cinc vegades, un únic cadell cada vegada: el 1992 (desconegut), el 1995 (Pyren), el 1998 (Aspe-Ouest), el 2000 (ossall mort) i el 2004 (Canelito). El cadell del 2000 morí de debilitat poc abans o després de la hibernació del 2000/2001. El seu cadàver fou trobat el maig del 2001 a la ribera dreta de la part alta de la vall d'Aussau, a Laruntz. La tardor anterior fou pobra en baies i fruits dels faigs, cosa que podria haver dificultat la supervivència de l'ossall. El primer company de Cannelle fou Papillon, però fou desplaçat per Nere, fruit del qual nasqué més tard Canelito. Essencialment, l'ossa freqüentava el massís de Sesques, entre les altes valls d'Aspa i d'Aussau. Cannelle fou executada en una batuda de senglar l'1 de novembre del 2004, a la ribera dreta de la vall alta d'Aspa, en el municipi d'Urdòs. La seva darrera cria, Canelito, quedà òrfena, però sobrevisqué. Abatuda, l'ossa caigué en un barranc, d'on la gendarmeria n'hagué d'extreure el cos amb un helicòpter. L'edat de Cannelle en el moment de la seva mort fou estimada en 15 o 16 anys. El seu cos es conserva dissecat al Museu de Tolosa, al Llenguadoc (vegeu la imatge més amunt). La mort de Cannelle desencadenà una onada d'indignació a França. Les entitats ecologistes havien alertat que l'ossa es trobava a la zona on es pretenia dur a terme la batuda, però els caçadors havien decidit tirar-la endavant de totes maneres. La reacció popular per la pèrdua de la darrera ossa fou un revulsiu perquè l'administració francesa posés sobre la taula la conservació de l'os bru als Pirineus. Jacques Chirac, aleshores president de la República, lamentà «una gran pèrdua per a la biodiversitat a França i Europa». A principis del 2005, el Ministeri d'Ecologia de França anuncià un pla de restauració d'aquesta població ursina, que es concretà amb una segona reintroducció d'ossos eslovens als Pirineus a la primavera del 2006, quan en foren alliberats cinc més. El gener del 2007, el caçador René Marquèze fou absolt pel Tribunal Correccional de Pau del crim de destrucció d'espècie protegida amb l'eximent de legítima defensa. Tanmateix, set de les vuit entitats que s'havien presentat com a part civil recorregueren la decisió. El setembre del 2009, el Tribunal d'Apel·lació de Pau reconegué la responsabilitat del caçador i el condemnà a pagar 11.000 € a les entitats per danys i interessos. Marquèze recorregué la decisió, però el juny del 2010 el Tribunal de Cassació francès el condemnà definitivament a pagar 10.000 €. El maig del 2013, l'associació de caçadors de la qual formava part fou condemnada a pagar 53.000 € a WWF pels danys morals patits. |  |
| Pyren                       |            | 1995–? Mascle Desconeguda                                | Autòcton             | A principis del 1995 nasqué el primer ossall conegut de Cannelle, la darrera ossa reproductora autòctona de la serralada. Fou anomenat Pyren i el seu pare era Papillon. L'ossall fou batejat el 24 de juny del 1996 per un jurat nomenat per la «Institution Patrimoniale de les Valls» [sic], que havia fet una enquesta a les escoles. A l'estiu del 1996, Pyren ja era un mascle subadult en plena salut i la seva mare ja festejava de nou amb un mascle. Se'n perdé el rastre pocs anys després. |  |
| Aspe-Ouest                  |            | 1998–2007? Desconegut 9 anys Desconeguda                 | Autòcton             | El 1998, Cannelle, l'última ossa dels Pirineus occidentals, aparegué amb un ossall de sexe desconegut. El pare possiblement era Papillon. El juliol del 1998 se'n detectà la presència gràcies a dues fotografies i una observació, així com nombrosos rastres i indicis. Segurament era el mateix os de talla mitjana que anys després apareixeria misteriosament al vessant oest de la Vall d'Aspa, per la qual cosa fou anomenat «Aspe-Ouest». Fou identificat per les seves petjades, més grans que les de Cannelle. Regularment s'ha mogut per l'oest del torrent pirinenc d'Aspa i la zona fronterera. El 29 d'agost de 2005 fou gravat al Parc Nacional d'Ordesa enterrant carronya a molta distància del seu territori habitual. Les dades genètiques mostraren que era un os autòcton i per les petjades es concretà que era Aspe-Ouest. Així mateix, fou vist a Sallent de Gállego (comarca de l'Alt Gállego, Osca) el 20 i 23 de juny del 2005 i se'n trobaren rastres a la petita vall de Saugue (Gèdra, Bigorra) el 14 de setembre del 2005. El seu genotip fou identificat al Bearn el 2000 a Bòrça i el 2004 a Laruntz. A l'estiu del 2007 se n'identificaren mostres de pèl al municipi navarrès de Garde, prop del territori de Camille, tot i que freqüentava més la vall veïna d'Echo, a Aragó i la zona fronterera amb França. Aquesta seria una de les darreres referències d'aquest os, per la qual cosa es pot considerar que visqué com a mínim fins al 2007. Algunes fonts especularen amb la possibilitat que Aspe-Ouest i Camille fossin, de fet, el mateix os. |  |
| Nere                        |            | 1997 Mascle                                              | Descendent           | Nere és un dels ossos més emblemàtics dels Pirineus, car la seva història enllaça la política de reintroducció iniciada a França el 1996 amb l'agonia dels últims animals autòctons. La seva mare, Živa, fou alliberada embarassada en la primera tanda i el següent hivern nasqueren Nere i Kouki als Pirineus centrals. Les anàlisis genètiques revelaren que el pare de Kouki era Pyros, mentre que el de Nere era un altre os eslovè. Es demostrava així per primera vegada la superfecundació (òvuls fecundats per pares diferents) en l'os bru europeu. El 10 d'abril de 1998 fou capturat durant un intent d'equipar Živa amb un transmissor. Aleshores fou batejat com a «Nere» pel color fosc del seu pelatge. El 2000 o 2001, de jove, es dispersà a la part occidental, a les valls d'Aspa i Aussau, travessant la cresta pirenaica o les valls intermèdies dels Pirineus centrals (Lus e Sent Sauvaire, Cautarés i Arrens). Se sap que passà pel Sobrarb (Osca). El 2003 s'aparellà amb l'única femella supervivent de l'espècie autòctona, Cannelle, morta l'any següent a la Vall d'Aspa (Bearn) pels trets d'un caçador. Nere se solia moure per França, amb visites esporàdiques a les valls del Roncal (Navarra) i les aragoneses d'Ansó, Echo i, més rarament, Aragüés i Aísa. El maig del 2015 fou gravat al massís de Sesques, a la Vall d'Aussau. Després de 14 anys, el 2016 tornà sorprenentment als Pirineus centrals, on també fou detectat el seu fill Canelito. S'hi estigué el 2017 i el 2018, quan les càmeres el detectaren a la Vall d'Aran darrere d'una ossa. Arribà fins a Coserans, a l'Arieja, en un altre desplaçament típic d'un mascle gros a la recerca de femelles. Finalment, tornà a les valls occidentals per passar-hi l'hivern i el 2019, després de despertar de la hibernació, deixà les seves empremtes a un quilòmetre d'Echo (Osca). És possiblement el responsable de la desaparició dels dos cadells de Sorita el 2019. L'Oficina Francesa de la Biodiversitat (OFB) (ens fundat l'1 de gener del 2020 per fusió de l'ONCFS i l'AFB) ha confirmat que Nere és el pare de dos cadells (un mascle i una femella) de l'ossa Aran, nascuts a la Vall d'Aran el 2019/2020. Les anàlisis genètiques de traces també han demostrat que és el pare d'almenys un dels dos ossalls de la ventrada de Bambou del 2020. L'any següent fou detectat entre el Comenge, el Coserans i la Vall d'Aran. El 21 d'abril del 2022 fou observat en aquesta darrera vall amb dificultats locomotrius a la pota posterior esquerra. Com que era l'os d'edat més avançada a la serralada en aquell moment, sis entitats ecologistes demanaren que es preparés un dispositiu per auxiliar-lo. Tanmateix, l'any següent les càmeres de fototrampeig revelaren que Nere es tornava a desplaçar amb normalitat. De fet, el 2023 es constatà que tornava a emprendre grans desplaçaments entre els dos nuclis ursins: des de les valls aragoneses d'Echo i Ansó, a la Jacetània, fins a la Vall d'Aran, passant pels departaments francesos dels Alts Pirineus, l'Alta Garona i l'Arieja. |  |
| Canelito                    |            | 2004 Mascle                                              | Encreuat             | Canelito és fill de Nere i Cannelle, l'ossa morta per un caçador el novembre de 2004. És l'únic os actual descendent de la soca pirinenca, però al 50%. El 2000 o 2001, Nere, un os d'origen eslovè nascut als Pirineus centrals, es dispersà des de la Vall d'Aran fins a la Vall d'Aspa. El 2003 s'aparellà amb l'única femella supervivent de l'espècie autòctona, Cannelle, i aquell hivern nasqué Canelito. A la primavera del 2004, en sortir del cau, el nou ossall fou fotografiat amb la seva mare en dues ocasions i gravat en vídeo una altra. Tanmateix, Cannelle fou morta el novembre del 2004 pels trets d'un caçador a Urdòs i Canelito quedà orfe quan només tenia entre 8 i 11 mesos, però aconseguí sobreviure. Se sap que fugí i s'encauà amb l'arribada de la neu. El 14 de maig de 2005 se'l localitzà en una zona situada a 7 km en línia recta del lloc on Cannelle havia estat abatuda (separada per una muntanya de 2.100 m). El fet de ser el darrer supervivent del seu llinatge li valgué el sobrenom de Mohican, en referència a la pel·lícula estatunidenca L'últim dels mohicans. El sorprenent retorn de Nere als Pirineus centrals el 2016 coincidí amb la desaparició de Canelito, fet que encengué de nou totes les alarmes. Tanmateix, a l'octubre fou observat a l'Alta Garona. Finalment, Nere tornà al nucli occidental, però a Canelito se li perdé de nou la pista fins que el 2019 fou detectat per una càmera automàtica de vigilància de l'Oficina Nacional de la Caça i de la Fauna Salvatge (ONCFS), situada a Sent Lari e Sola, als Alts Pirineus. Des d'aleshores s'ha assentat entre els dos nuclis de població i es passeja per les valls de Bigorra, entre Cautarés i Sent Lari e Sola. El 2021 es mostrà molt actiu i fou identificat diverses vegades entre l'oest dels Alts Pirineus i l'est de l'Alta Garona. Feu alguna incursió a Bielsa (Sobrarb aragonès) i la Vall d'Aran. Aquesta pauta de mobilitat pels Pirineus centrals es repetí a banda i banda de la frontera el 2022 i el 2023, quan també es deixà registrar a Chistén. |  |
| Claverina                   |            | 2011? Femella                                            | Al·lòcton 04-10-2018 | Claverina és una ossa eslovena alliberada per França el 4 d'octubre del 2018 a Eth Saut (Vall d'Aspa, Bearn). En el moment del seu alliberament pesava 140 kg i tenia 5 anys. Fou deixada anar en mig de grans protestes dels ramaders de la regió. El seu nom significa 'filla gran', 'hereva'. Després de grans desplaçaments, escollí el vessant sud de la serralada per hibernar-hi. El 29 de maig fou detectada a la mateixa zona que el mascle Nere. El juny del 2019 fou detectada a la Val d'Echo. S'estigué prop d'un bosc de faigs de Candanchú i el 2020 sortí de la hibernació sense descendència. El 2021 se'n detectà la presència a Izaba (Navarra), en la zona de frontera amb Aragó, altre cop, però, sense que es tingui notícia de possibles descendents. El 2022 frequentà més la zona ursina aragonesa, prop de la frontera amb Navarra. El 2023 ja no fou detectada, tot i que per la mateixa zona rondava Nere, cosa que fa sospitar una cadellada per a l'any vinent. |  |
| Sorita                      |            | 2010? Femella                                            | Al·lòcton 05-10-2018 | Sorita és una ossa eslovena alliberada per França el 5 d'octubre del 2018 a Laruntz (Vall d'Aussau, Bearn). En el moment del seu alliberament pesava 150 kg i tenia 5 anys. Sorita significa 'germana petita'. Després d'establir-se finalment als Alts Pirineus per hibernar-hi, l'abril de 2019 Sorita aparegué acompanyada de dos ossalls a Sasòs, a la zona del pic Ardiden, prop d'on havia estat fotografiat Canelito. Fou el primer naixement als Pirineus occidentals en 15 anys. Tanmateix, poc després es confirmà la mort de les dues cries, molt probablement víctimes d'un mascle gros. Els dos ossalls nascuts al cau de la mare, foren vistos per primera vegada el 17 d'abril per un agent de l'ONCFS. L'1 de maig, els agents detectaren les petjades deixades per la mare i els seus fills, darreres traces dels dos ossalls. En els dies posteriors, la femella dugué a terme en poc temps desplaçaments molt llargs per zones amb un fort desnivell, que no eren compatibles amb les capacitats limitades dels ossalls de pocs mesos. L'ONCFS considera provat que Sorita copulà amb Rodri i Nere el 2019. Nere és el principal sospitós de la desaparició d'aquests cadells. El 2020 sortí de la hibernació sense descendència, però el 2021 fou gravada per una càmera automàtica acompanyada de tres ossalls al Bearn. El darrer naixement d'ossos en aquesta regió (veïna dels Alts Pirineus) havia estat el de Canelito el 2004. Es pogué confirmar mitjançant l'anàlisi genètica de femtes que els tres ossalls (New 21-10, New21-11 i New21-12) són mascles i que el seu pare és Rodri. Sorita i els seus tres ossalls foren vistos per darrera vegada el 17 de desembre del 2021, just abans d'entrar en hibernació. El gener del 2023 es donà a conèixer que els ossalls havien estat batejats com a «Bious», «Larry» i «Béroï». El 2023, Sorita fou observada diverses vegades a Laruns amb dos nous ossalls, un dels quals es pogué demostrar genèticament que era un mascle, de nou fill de Rodri. |  |
| Rodri                       |            | 2014 Mascle                                              | Descendent           | Rodri és un mascle nascut a la Vall d'Aran el 2014. Fou l'únic cadell de la tercera ventrada de Bambou (la primera de les dues que tingué amb Moonboots). El 2016 es traslladà als Pirineus occidentals (Alts Pirineus, Béarn). Ha coincidit en la mateixa ruta que Nere i Sorita a la Vall d'Aussau, al Bearn. De fet, fou un dels sospitosos d'haver mort els dos cadells de Sorita a la primavera del mateix any, tot i que el principal sospitós és Nere. L'ONCFS considera provat que Sorita copulà amb Rodri i Nere el 2019. Per altra banda, se sospita que Rodri hauria pogut ser el responsable d'una desbandada que feu que un gran nombre d'ovelles s'estimbessin i desapareguessin en un terreny molt escarpat a Cautarés a l'estiu del 2019. L'OFB també confirmà que Rodri sortí de la hibernació als Pirineus occidentals a la primavera del 2020. El 2021 es confirmà que és el pare dels tres ossalls (mascles) nascuts al cau de Sorita. Aquest any se'l detectà entre Estanh (Bigorra) i Laruntz (Bearn). Es continuà movent a cavall entre l'Alta Bigorra i el Bearn i el 2023 es confirmà la seva paternitat d'almenys un dels dos nous cadells de Sorita. |  |
| Bious                       |            | 2021 Mascle                                              | Descendent           | Bious (New 21-10), és un dels tres ossalls que nasqueren al cau de Sorita el 2021, a Laruntz, a la vall d'Aussau. El seu pare és Rodri. El 17 de desembre del 2021, Sorita fou vista per darrera vegada amb tota la seva progènie, just abans d'entrar en hibernació. El 27 de maig del 2022, els tres ossos subadults foren gravats per una càmera trampa a Laruntz sense la seva mare. L'octubre d'aquell any, Bious fou detectat una altra vegada a Cautarés (Bigorra). El gener del 2023 es donaren a conèixer els noms amb els quals havien estat batejats els ossalls de Sorita en votacions organitzades per l'entitat FIEP, amb la participació de 43 escoles del Bearn. «Bious» és un topònim de la Vall d'Aussau. Aquell any fou localitzat a Lus e Sent Sauvaire (Alts Pirineus) i les valls aragoneses d'Ansó i Echo. |  |
| Larry                       |            | 2021 Mascle                                              | Descendent           | Larry (New 21-11), és un dels tres ossalls que nasqueren al cau de Sorita el 2021, a Laruntz, a la vall d'Aussau. El seu pare és Rodri. El 17 de desembre del 2021, Sorita fou vista per darrera vegada amb tota la seva progènie, just abans d'entrar en hibernació. El 27 de maig del 2022, els tres ossos subadults foren gravats per una càmera trampa a Laruntz sense la seva mare. El setembre d'aquell any, un rastre de Bious fou detectat a la mateixa localitat i, a l'octubre, un altre rastre indicava que ja es trobava a Acós (Bearn). El gener del 2023 es donaren a conèixer els noms amb els quals havien estat batejats els ossalls de Sorita en votacions organitzades per l'entitat FIEP, amb la participació de 43 escoles del Bearn. «Larry» és un topònim de la Vall d'Aspa. Aquell any fou localitzat a Laruntz (Bearn) i a les valls aragoneses d'Ansó i Echo. |  |
| Béroï                       |            | 2021 Mascle                                              | Descendent           | Béroï (New 21-12), és un dels tres ossalls que nasqueren al cau de Sorita el 2021, a Laruntz, a la vall d'Aussau. El seu pare és Rodri. El 17 de desembre del 2021, Sorita fou vista per darrera vegada amb tota la seva progènie, just abans d'entrar en hibernació. El 27 de maig del 2022, els tres ossos subadults foren gravats per una càmera trampa a Laruntz sense la seva mare. Aquell any no es pogué detectar cap altre indici de la seva existència El gener del 2023 es donaren a conèixer els noms amb els quals havien estat batejats els ossalls de Sorita en votacions organitzades per l'entitat FIEP, amb la participació de 43 escoles del Bearn. «Béroï» significa 'bonic' en bearnès. Aquell any fou localitzat a Cèta e Eigun (Bearn) i, diverses vegades, a Izaba (Navarra), prop de l'espai vital de Claverina. |  |

## Nucli dels Pirineus centrals (dècades del 1980 i 1990)
| Nom                   | Demografia | Demografia                               | Origen               | Descripció |
| --------------------- | ---------- | ---------------------------------------- | -------------------- | --- |
| Os mort a Era Bordeta |            | ?–1983 Desconegut Desconeguda            | Autòcton             | El 1983, un boletaire trobà un os mort al poble aranès d'Era Bordeta (Arres). Com que el cos estava bastant descompost, fou impossible establir-ne la causa de mort, encara que el naturalista francès Jean-Michel Parde, font de la informació, afirma que els ossos no solen morir al mes d'agost (quan calcula que es produí l'òbit) sinó a l'hivern, al cau. És un altre cas que probablement s'ha d'afegir a la història de la persecució dels ossos als Pirineus. |
| Os mort al Pique      |            | ?–1986 Desconegut Enverinament?          | Autòcton             | El 1996, Jean-Michel Parde trobà una quantitat poc habitual de pèl d'os en un bosc de la vall del Pique, a l'Alta Garona. Era a l'abril i, si l'animal hagués patit una mort natural, probablement ho hauria fet al seu cau. Parde sospita que fou enverinat, entre altres raons perquè aquest mes és quan els plantígrads mengen més carronya. Sense comptar aquest cas, calcula que entre el 1975 i el 1984 foren abatuts o enverinats tretze ossos als Pirineus centrals. |
| Os mort a Es Bordes   |            | ?–1990 Desconegut Arma de foc            | Autòcton             | El gener del 1990, un grup de caçadors matà un os durant una batuda de senglar a la zona d'Era Encantada, al bosc de Sanglo Sapartega (Es Bòrdes, Vall d'Aran). Malgrat que tota la vall n'estava al corrent, imperà la llei del silenci i els fets no foren ni denunciats ni investigats. És el darrer os mort als Pirineus centrals abans de l'inici del programa de reintroducció del qual es té coneixement. |
| Živa                  |            | 1989/90–2009 Femella 20 anys Desconeguda | Al·lòcton 19-05-1996 | Živa fou una ossa eslovena reintroduïda per l'Estat francès a Mèles, a Comenge (Alta Garona), el maig del 1996. En aquell moment, tenia sis anys, pesava 104 kg i estava embarassada, tot i que aleshores no se sabia. Igual que Melba i Pyros, havia estat capturada a la reserva de caça Medved, a Eslovènia, i visqué una vintena d'anys, més de la meitat dels quals als Pirineus. El seu nom (pronunciat /ʒîʋa/) significa 'viva' en eslovè i li fou assignat pels tècnics que la capturaren en homenatge al programa europeu Life, que finançà l'operació. El 1997, Živa parí Kouki i Nere. Anàlisis genètiques posteriors demostraren que Kouki era fill de Pyros i Nere d'un altre os eslovè, amb la qual cosa es confirmava la superfecundació (òvuls fecundats per pares diferents) en l'espècie. Així mateix, com que els cadells nasqueren abans de l'alliberament de Pyros, quedà demostrat que Pyros i Živa ja s'havien aparellat a Eslovènia. Fou vista per última vegada el 2009, any en el qual fou donada per morta. És una de les tres femelles de les quals descendeixen els ossos actuals dels Pirineus. Sent la mare de Nere, Živa és l'àvia paterna de Canelito, nascut el 2004 al Bearn i últim portador de l'estirp pirenaica (per part de mare). |
| Melba                 |            | 1992?–1997 Femella 6 anys Arma de foc    | Al·lòcton 06-06-1996 | Melba fou una ossa eslovena reintroduïda per l'Estat francès a Mèles, a Comenge (Alta Garona), prop de la Vall d'Aran, el juny del 1996. Igual que Živa i Pyros, havia estat capturada a la reserva de caça Medved. En el moment del seu alliberament tenia cinc anys, pesava 98 kg i estava embarassada, tot i que aleshores no se sabia. Al començament de la primavera següent, sortí del cau amb tres cadells: Boutxy, Caramelles i Medved. Les anàlisis genètiques indicaren que Pyros era el pare dels dos primers cadells, que havien nascut abans que el mateix Pyros fos alliberat el maig del 1997. Això significava que Pyros i Melba ja s'havien aparellat als boscos d'Eslovènia el 1996, just abans que Melba fos capturada. Medved morí de causes naturals al juliol següent. El matí del 27 de setembre del 1997, a Vedinhs e Garraus (Alta Garona), un caçador estava a l'aguait en una batuda de senglar, amagat sota un arbre en una línia de carena, al coll de Matet. Melba, acompanyada dels seus dos cadells, probablement no el detectà a causa del terreny i passà a prop seu. Quan el veié, l'ossa se sobresaltà i efectuà una primera càrrega defensiva contra el caçador, aturant-se a cinc o sis metres. Després que els cadells s'allunyessin, Melba tornà a carregar, aquesta vegada acostant-se més al caçador, que li disparà quan es trobava a menys de tres metres. El caçador, un jove de 21 anys aficionat a les escopetes, al·legà que havia actuat en defensa pròpia i no se li imputà cap càrrec. Els dos ossalls quedaren orfes amb menys d'un any, però sobrevisqueren. Melba és una de les tres femelles de les quals descendeixen els ossos actuals dels Pirineus i tingué un paper cabdal per a la recuperació de l'espècie, puix que la seva filla Caramelles ha tingut almenys 18 cadells (14 amb Pyros) des del 2001. El seu nom fou elegit en homenatge a Mèles, el municipi on fou alliberada, que havia acollit positivament el programa de reintroducció. |
| Pyros                 |            | 1988–2019 Mascle 30 anys Mort natural    | Al·lòcton 02-05-1997 | Pyros fou el primer gran mascle originari d'Eslovènia alliberat en el marc del programa de reintroducció. Fou el 2 de maig del 1997, un any després de Živa i Melba. Igual que elles, havia estat capturat a la reserva de caça Medved. En el moment del seu alliberament a Mèles (Comenge, Alta Garona), pesava 235 kg i tenia 9 anys. El seu nom és una combinació de les paraules Pyrénées ('Pirineus') i Hòs, municipi de l'Alta Garona situat al costat de Mèles. Entre el 1997 i el 2016, es reproduí 19 vegades amb 8 femelles diferents i tingué 32 fills coneguts, dels quals la meitat arribaren a l'edat adulta. En aquest període, s'aparellà amb Živa (1 fill), Melba (2), Caramelles (filla seva i de Melba; mínim de 14), Caramellita (neta seva, filla de Caramelles; 3), Hvála (5), Bambou (filla de Hvála i d'un altre os eslovè; 4), Pollen (filla de Hvála i d'un altre os eslovè; 1) i Fadeta (també filla seva i de Bambou; 2). Pràcticament tots els mascles d'edat reproductiva són parents seus de primer o segon grau. El 2014, l'únic mascle que no ho era, Balou, morí sense descendència demostrada en aquell moment. Per tractar de trencar la dinàmica de consanguinitat als Pirineus i el monopoli reproductor de Pyros, el 2016 el govern català introduí Goiat, un altre mascle eslovè. Els tècnics afirmen que Pyros no volia rivals a l'hora de festejar i obligava els altres mascles a mantenir-se allunyats de les femelles en zel. De fet, quan els altres ossos trobaven un rastre del mascle dominant en un arbre, passaven de llarg sense fregar-s'hi. Habitava sobretot la Vall d'Aran, el Pallars Sobirà, Comenge (Alta Garona) i Coserans (Arieja). Fou observat per última vegada el 2017 a la Vall d'Aran. Dos anys després, el 2019, quan n'hauria tingut gairebé 30, fou donat definitivament per mort. Aleshores es calculà que hi havia 55 ossos als Pirineus (vius o morts) que descendien del gran mascle (contant-hi els fills, nets i besnets), xifra que representa un 75% dels individus nascuts a la serralada des del seu alliberament. |
| Kouki                 |            | 1997–2002 Mascle 4 anys Desconeguda      | Descendent           | Kouki era fill de Pyros i Živa i germà de ventrada de Nere. Els cadells nasqueren als Pirineus a l'hivern del 1996/1997, abans de l'arribada de Pyros, cosa que indica que Kouki també havia estat concebut a Eslovènia. El seu nom fou el més votat pels lectors del Journal de Mickey, una revista infantil francesa, d'entre una llista proposada pels nens de les escoles del vessant nord dels Pirineus centrals. Ja d'adult, Kouki compartia territori amb Boutxy a Andorra i les muntanyes més a l'est. A partir del 1999 foren vistos reiteradament a Escolobre, al País de Salt (Aude), per sobre de la zona boscosa del massís de Madres. Sovint anaven junts tot i ser només germanastres per part de pare. L'última vegada que es detectaren indicis de la seva presència fou el 2002. |
| Boutxy                |            | 1997–2009 Mascle 13 anys Desconeguda     | Descendent           | Nascut a l'hivern del 1996/1997 entre l'Alta Garona i la Vall d'Aran (fill de Pyros i Melba), Boutxy era germà de ventrada de Medved i Caramelles. El seu nom és un homenatge a Bots (Boutx, en francès), a l'Alta Garona. Melba ja estava embarassada quan fou alliberada i els cadells nasqueren als Pirineus abans de l'arribada de Pyros, el maig del 1997, cosa que indica que els tres germans havien estat concebuts a Eslovènia. Medved morí al juliol de debilitat i, poc després, Boutxy i Caramelles quedaren orfes amb pocs mesos de vida després que la seva mare fos morta a trets per un caçador el setembre del mateix any. Posteriorment, Boutxy es dispersà i amplià la distribució dels ossos a la serralada cap a l'est. A partir del 1999 fou vist compartint territori amb Kouki a Escolobre, al País de Salt (Aude), per sobre de la zona boscosa del massís de Madres. Sovint anaven junts tot i ser només germanastres per part de pare. El 2006 fou localitzat mitjançant anàlisis genètiques i es demostrà que havia comès diversos atacs contra bestiar a l'Arieja. Fou vist per última vegada a principis del 2009 prop de la frontera entre els departaments francesos de l'Arieja, l'Aude i els Pirineus Orientals. Casualment, els atacs contra el bestiar en pobles a l'est de l'Arieja, com Orlun, cessaren a la primavera del 2009. Atès el passat problemàtic de Boutxy, a la tardor es rumorejava que havia estat mort intencionalment. El 2010, la fiscalia obrí una investigació a l'Arieja. Els gendarmes i els equips de gossos rastrejadors sortiren a la recerca del cos de Boutxy i una trentena de persones de l'entorn pastoral foren interrogades, però no es trobà cap rastre de l'os. La investigació no arribà a bon port, tot i que, segons el diari Le Monde, «sembla segur que l'os anomenat Boutxy, un mastodont de 200 kg i un apetit voraç, es troba entre les víctimes [del furtivisme]». |
| Caramelles            |            | 1997-2021 Femella 24 anys Arma de foc    | Descendent           | Caramelles nasqué l'hivern del 1996/1997 entre l'Alta Garona i la Vall d'Aran (filla de Pyros i Melba). Era germana de ventrada de Boutxy i Medved. Aquesta ventrada havia nascut als Pirineus abans de l'arribada de Pyros, el maig del 1997, cosa que indica que els tres germans havien estat concebuts a Eslovènia. Medved morí el juny del 1997 i Caramelles i Boutxy quedaren orfes amb menys d'un any, atès que Melba fou morta a trets al setembre. El seu nom és un homenatge a Mèles, a l'Alta Garona. Una vegada emancipada, s'establí als afores del territori de la seva mare, entre Coserans i Catalunya. Ha tingut almenys 20 cadells en 11 ventrades des del 2001. Pyros, el seu propi pare, és el mascle que l'ha fecundat més vegades: 8, de les quals han resultat 14 cadells. El seu primer fill fou un ossall mascle anomenat «Salau 2001», que fou trobat mort per una caiguda. Les següents ventrades foren el 2002 (un dels dos cadells era Caramellita), el 2003 (vistos el maig del 2004), el 2006, el 2010 i el 2012. A finals del 2016, l'equip de seguiment comptava que Caramelles tenia dos ossalls de més d'un any i que Pyros, de nou, n'era el pare. El 2017 tingué uns altres dos cadells amb Pepito. El trio fou captat per una càmera trampa a l'Alt Àneu, dins del Parc Natural de l'Alt Pirineu. El 2020 es feu públic que Caramelles havia tingut dues cries més. L'ONG Pays de l'Ours informà que els cadells serien un mascle i una femella, vistos al terme de Coflens, a Coserans (Arieja), i que el pare en seria Flocon. El 31 de maig del 2021, Caramelles fou detectada al municipi occità de Sèish, al Coserans (Arieja), acompanyada de dos nous ossalls, que també resultarien ser fills d'en Flocon. Aquell any, els tres foren observats diverses vegades a la zona fronterera amb el Pallars Sobirà i la Vall d'Aran. El 20 de novembre, Caramelles estava amb els seus cadells quan fou morta per un caçador de 70 anys en una batuda de senglar a Sèish. El caçador resultà greument ferit a les cames. Els dos ossalls foren vistos amb vida el 15 de gener de 2022, encara a la població de Sèish. En el cens d'aquest any s'informà que els cadells havien tirat endavant i ja eren subadults: un mascle i una femella, batejats «Titan» i «Aster». A abril del 2022 es duia a terme una investigació judicial per determinar les circumstàncies de l'incident. Caramelles és la mare dels següents ossos identificats amb nom propi: Salau 2001, Caramellita (2002), Salau 2004, Bonabé (2006), Pelut i Plume (2010), Alós i Isil (2012), Boet i Esmolet (2014) i Titan i Aster (2021). |
| Medved                |            | 1997–1997 Mascle < 1 any Mort natural    | Descendent           | Medved nasqué l'hivern del 1996/1997 entre l'Alta Garona i la Vall d'Aran, fill de Melba i pare desconegut i germà de ventrada de Boutxy i Caramelles. Morí de debilitat entre el 2 i l'11 de juliol del 1997. El seu nom significa «os» en eslovè i, de fet, és també el nom de la reserva de caça a Eslovènia on havien estat capturats Živa, Melba i Pyros, els tres ossos alliberats als Pirineus el 1996 i 1997. |

## Nucli dels Pirineus centrals (dècada del 2000)
| Nom         | Demografia | Demografia                                | Origen               | Descripció |
| ----------- | ---------- | ----------------------------------------- | -------------------- | --- |
| Salau 2001  |            | 2001–2001 Mascle < 1 any Mort accidental  | Descendent           | «Salau 2001» fou la denominació donada al cadell que tingueren Caramelles i Pyros aquell any. No tenia germans de ventrada. Sembla que patí una mort accidental abans de complir un any. |
| Caramellita |            | 2002 Femella                              | Descendent           | Caramellita nasqué el 2002, filla de Pyros i Caramelles en la segona ventrada de la seva mare amb el mascle dominant dels Pirineus. Tenia un germà de ventrada que morí abans de complir un any. El seu nom deriva del de la seva mare. És una de les femelles que viuen més a l'est dels Pirineus i tingué quinze cadells entre el 2006 i el 2023. S'ha reproduït tres vegades amb Pyros, amb qui ha engendrat tres fills, cadascun en una ventrada diferent (2006, 2010 i 2013). Des d'aleshores, ha tingut vuit osalls en tres ventrades amb Pepito: tres el 2015, uns altres dos el 2017 i una darrera el 2020. El 2021 tingué una ventrada de tres ossalls, dels quals només en sobrevisqué un i s'ha pogut comprovar que Goiat n'és el pare. La seva descendència més recent és una osseta nascuda el 2023, fruit de la seva unió amb Blizzard. El juny del 2017 les càmeres la localitzaren amb les seves cries a la Vall de Cardós, al Parc Natural de l'Alt Pirineu. Apareix com a ossa adulta en el recompte del 2019, encara a la mateixa vall. A la primavera de l'any següent fou vista amb tres cadells (un mascle i dos de sexe indeterminat) engendrats per Pepito, però a l'estiu fou fotografiada dues vegades sola a Catalunya i els ossalls es donaren com a desapareguts. El maig del 2021 se la tornà a observar a Catalunya acompanyada de tres nous ossalls. Tanmateix, a l'octubre es constatà que era a Uston, a l'altra banda de la frontera, i que només n'havia sobreviscut un, la femella New21-21, que és l'única descendència coneguda de Goiat. El juliol del 2023 aparegué de nou a Uston acompanyada d'una osseta, però se sospita que aquesta última no ha sobreviscut, car a l'octubre Caramellita fou fotografiada sola per una camèra automàtica del Pallars. El pare seria Blizzard |
| Salau 2004  |            | 2004–2004 Mascle < 1 any Mort accidental  | Descendent           | «Salau 2004» fou la denominació donada a un cadell que tingueren Caramelles i Pyros aquell any. Morí en un accident. El seu únic germà de ventrada (sense nom) tampoc no arribà a complir un any. |
| Bonabé      |            | 2006 Mascle                               | Descendent           | Bonabé nasqué el 2006. Juntament amb Moonboots, fou un dels cadells de la quarta ventrada de Caramelles, engendrada per Pyros. És fill i alhora net de Pyros, el seu avi matern. El seu nom fa referència al Tuc de Bonabé, un cim de Catalunya situat prop del lloc de la seva primera observació. És esmentat com un dels set mascles adults vius el 2015. El 2017 se'n confirmà la presència a Catalunya. Ja entre els anys 2019 a 2023 deixà força traces entre el Coserans i el Comenge. Era considerat un os discret, cada vegada més actiu, però sense descendència coneguda fins que el 2021 les anàlisis genètiques demostraren que és el pare d'un dels tres cadells nascuts al cau de Chataigne l'any anterior. |
| Moonboots   |            | 2006–2016 Mascle 10 anys Desconeguda      | Descendent           | Moonboots nasqué el 2006. Juntament amb Bonabé, fou un dels cadells de la quarta ventrada de Caramelles, engendrada per Pyros. Era fill i alhora net de Pyros, el seu avi matern. El nom, derivat de «Moon Boot», fou elegit per l'equip de seguiment en referència a les petjades que un cop deixà a la neu i que eren desproporcionadament grans després que es fongués la neu. Tingué com a mínim nou fills amb tres osses diferents, amb les quals s'aparellà alternativament durant quatre anys. Moonboots fecundà Hvála, que parí Gaia i Chataigne el 2013 i Flocon i Aran el 2015. El 2014, fou el torn de Bambou, amb la qual tingué Rodri, i de Nhéu, que parí Réglisse. Aquestes dues osses foren fecundades de nou pel fill de Pyros el 2015 i li deixaren fills pòstums el 2016. Bambou donà a llum Tuc i Beret, mentre que Nhéu tingué tres cadells: Blizzard, Gribouille i Nougat. Tanmateix, no se sap amb certesa si el pare d'aquests dos últims ossalls era Pyros o Moonboots. El 2016 fou l'últim any que fou detectat i dos anys més tard se'l donà definitivament per desaparegut. |
| Palouma     |            | 2003?–2006 Femella 3 anys Mort accidental | Al·lòcton 25-04-2006 | Nascuda a la reserva de caça Jelen (Eslovènia) a l'hivern del 2004, Palouma fou alliberada amb tan sols dos anys i mig. Fou capturada el 24 d'abril del 2006 i alliberada l'endemà mateix als Pirineus francesos. Estava patrocinada pels cantants Renaud i Romane Serda. El seu nom és una referència al massís de Paloumère, entre l'Alta Garona i l'Arieja. El pla inicial era deixar-la anar a Arbas, però finalment fou alliberada a Burgalais (Alta Garona) a causa dels incidents provocats per col·lectius antiossos. Morí poc després en caure d'un cingle el 23 o 24 d'agost del 2006. El seu cos fou trobat sense vida el 25 del mateix mes a l'Alta Vall de Loron (Lodenvièla, Alts Pirineus). |
| Franska     |            | 1990?–2007 Femella 17 anys Atropellament  | Al·lòcton 28-04-2006 | Franska fou capturada a la reserva de caça Medved amb un llaç de tipus Aldrich la nit del 26 d'abril del 2006 i fou alliberada dos dies més tard a Banhèras de Bigòrra (Alts Pirineus). Pesava 110 kg. En un primer moment es feu públic que tenia 6 anys, però després se sabé que en realitat en tenia 17. Fou patrocinada per l'autor Laurent Baffie i la cantautora Véronique Sanson. Fou batejada pels eslovens en homenatge al seu país d'acollida. Després de la seva primera hibernació, es traslladà a una zona intermèdia entre la població «autòctona» i la reintroduïda. El juliol del 2007 fou perseguida aferrissadament per un grup de ramaders que li atribuïen la mort de més de 150 ovelles. Es veié obligada a sortir del seu territori i s'acostà perillosament a una carretera. Finalment, el 9 d'agost morí atropellada per un camió de l'exèrcit francès al tram de la carretera RN21 entre Lorda i Argilèrs). Posteriorment es descobrí que també tenia ferides de perdigons d'un mes abans. |
| Hvála       |            | 2000?–2018 Femella 18 anys Desconeguda    | Al·lòcton 17-05-2006 | Hvála fou capturada a Eslovènia el 15 de maig del 2006 i alliberada a Arbast (Alta Garona) dos dies més tard. Pesava 100 kg i tenia 7 anys. El seu trasllat fou patrocinat pels cantants Carla Bruni i Sanseverino. El seu nom (pronunciat /xʋàːla/) significa 'gràcies' en eslovè. Arribà embarassada d'Eslovènia i a l'hivern del 2006/2007 tingué dues osses (Pollen i Bambou) de pare desconegut. Llavors s'assentà amb la seva descendència entre Mèles, a Comenge, Sent Lari i Santenh, a Coserans, i Canejan, a la Vall d'Aran. El 23 d'octubre del 2008 tingué una topada amb un caçador durant una batuda de senglar al Portet, poble del municipi aranès de Les. Assetjada i acorralada per gossos i batedors, Hvála ferí lleugerament el caçador, cosa que provocà un gran enrenou i una aferrissada i desproporcionada persecució. Posteriorment copulà diverses vegades amb Pyros, amb qui tingué cinc dels onze cadells que parí als Pirineus: dos el 2009 (Nhéu i Noisette) i tres el 2011 (Callisto, Soulane i Pepito). Encara en tindria quatre més amb Moonboots: un parell el 2013 (Chataigne i Gaia) i un altre el 2015 (Flocon i Aran). Hvála i els seus fills foren identificats moltes vegades pels equips de seguiment. L'agost del 2013 fou fotografiada a la zona intermèdia de la Vall d'Aran acompanyada de dos cadells i l'octubre tots tres foren gravats fregant-se l'esquena contra un arbre a plena llum del dia a Hòs (Alta Garona). A l'estiu del 2015 tornà a aparèixer en les imatges de les càmeres trampa de la Vall d'Aran amb els seus dos cadells de l'any. L'abril de l'any següent, el govern aranès difongué noves fotografies dels tres ossos, preses el 4 de març a Vielha e Mijaran. El balanç del 2020 la donà definitivament per morta, puix que havia estat vista per última vegada el 2017. |
| Balou       |            | 2002?–2014 Mascle 12 anys Mort accidental | Al·lòcton 02-06-2006 | Balou fou capturat a la reserva Jelen la nit del 31 de maig a l'1 de juny del 2006 i fou alliberat a Arbast (Alta Garona) l'endemà mateix. Tenia només 4 anys i pesava 88 kg. Estava patrocinat pels actors Fanny Ardant i Gérard Depardieu. El seu nom és una referència a l'os Baloo, personatge de la novel·la El llibre de la selva, de Rudyard Kipling. 19 dies després del seu alliberament, ja s'havia desplaçat 61 km en direcció a Tolosa. Movent-se per boscos de terres baixes, arribà fins a 30 km al sud de la capital de l'Alta Garona. El 10 de juny fou capturat de nou i alliberat a Banhèras de Luishon després de canviar-li el collar transmissor. El setembre de 2008 fou ferit d'un tret a la pota anterior dreta durant una batuda de senglar a Pradas (Arieja). Una foto posterior indicà que coixejava, però tenia bon aspecte. Es mogué arreu dels Pirineus centrals entre l'Alta Garona, l'Arieja i el municipi de l'Alt Àneu (Pallars Sobirà) i fou l'os més vist pels equips de seguiment, fins a 99 vegades. El 2010 es dispersà cap a l'est de la serralada, pel departament de l'Aude, fins a arribar a les Corberes, a pocs quilòmetres de Narbona. Era un desplaçament típic de mascle a la cerca de femelles. Les últimes imatges de vídeo de Balou daten del 24 de maig del 2014 a Mèles, quan precisament intentava acostar-se a un grup de femelles. Morí fulminat entre el 4 i el 6 de juny de 2014 en aquest mateix municipi. No fou capaç de guanyar la partida de l'hegemonia reproductiva a Pyros, el mascle dominant. Així i tot, les anàlisis genètiques demostraren que era pare de Cachou, l'ossall de Plume nascut el 2015. |
| Sarousse    |            | 2000?–2020 Femella 21 anys Arma de foc    | Al·lòcton 21-08-2006 | Sarousse fou una ossa eslovena alliberada el 21 d'agost del 2006 a Arbast (Alta Garona). Pesava 112 kg i tenia 7 anys. Fou patrocinada pel cantant Alain Chamfort i l'actriu Valérie Lemercier. Fou batejada en referència al nom local d'uns espinacs salvatges. Poc després del seu alliberament, perdé el collar emissor. Fou capturada de nou al municipi de Camarada i reintroduïda el novembre de 2007 a Marinhac. Posteriorment, romangué tres anys a la Vall d'Aran, fins que el 2010 es desplaçà cap al sud i s'instal·là al massís del Turbó, a la Ribagorça aragonesa. Era un lloc relativament aïllat del principal corredor ursí, que s'estén pel vessant nord dels Pirineus centrals (Alta Garona-Vall d'Aran-Arieja). No tingué descendència, fet que els experts atribueixen a un problema reproductiu que l'hauria portat a allunyar-se de les zones per on rondaven els mascles. El 2017 tornà a perdre el collar de seguiment. Esporàdicament atacava ramats i ruscos de la Ribagorça. De tant en tant, apareixia en les imatges de les càmeres trampa dels tècnics de la patrulla de l'os del govern d'Aragó, que en feien seguiment basant-se en les restes de petjades i excrements. Segons ells, es tractava d'un animal molt esquiu. Aquell any passà pel seu territori l'os Goiat, amb el qual s'havia aparellat diverses vegades. Fou captada per última vegada per una càmera trampa el setembre del 2020 a la zona d'Espés Alto (Les Paüls). El 29 de novembre següent fou morta per un caçador en una batuda de senglar amb gossos en un bosc de la Vall de Bardaixí a la falda del Turbó. El caçador, un veí de la zona, al·legà disparar en defensa pròpia. El Seprona, la unitat de la Guàrdia Civil encarregada de la investigació portà l'atestat al jutjat d'instrucció de Boltanya, que instruí la causa per un presumpte delicte contra la fauna i contra l'ordenació del territori i el medi ambient. El setembre del 2021, el jutjat donà per bona la versió del caçador i arxivà la causa. La fiscalia havia demanat que es considerés també el delicte d'imprudència greu per no haver pres mesures de prevenció en la batuda davant de la presència d'un animal pertanyent a una espècie protegida a Espanya. Tanmateix, el jutjat ho rebutjà argumentant que aquesta era «una qüestió de caràcter administratiu aliena a allò que s'investiga». La Fundació Os Bru, que exercia l'acusació particular, anuncià que no recorreria el sobreseïment provisional dictat pel jutjat, tot criticant l'administració autonòmica aragonesa, atès que la mateixa interlocutòria indicava que «no consta que els caçadors haguessin estat informats de la ubicació concreta de l'ossa, ni de les mesures que calia prendre davant de la seva presència al lloc». |
| Pollen      |            | 2007–2011 Femella 5 anys Desconeguda      | Descendent           | Pollen nasqué a l'hivern del 2006/2007 entre l'Alta Garona i la Vall d'Aran. La seva mare, Hvála, havia estat fecundada per un os eslovè abans de ser traslladada als Pirineus el 2006. La seva germana de ventrada era Bambou. Els seus noms foren escollits en una votació organitzada per l'ONG Pays de l'Ours. Pollen significa 'pol·len' en francès. El mascle dominant de la serralada, Pyros, s'aparellà diverses vegades tant amb Hvála com amb les filles, així com amb altres osses. El 2011, Pyros i Pollen tingueren l'osseta Vila. Tot i que no se sap quan morí, no se n'ha trobat cap indici des del 2011 i des del 2013 se la dona per desapareguda. |
| Bambou      |            | 2007 Femella                              | Descendent           | Bambou nasqué a l'hivern del 2006/2007 entre l'Alta Garona i la Vall d'Aran. La seva mare, Hvála, havia estat fecundada per un os eslovè abans de ser traslladada als Pirineus el 2006. La seva germana de ventrada era Pollen. Els seus noms foren escollits en una votació organitzada per l'ONG Pays de l'Ours. Bambou significa 'bambú' en francès. Tingué tretze cadells en sis ventrades entre el 2010 i el 2022. S'ha aparellat dues vegades amb Pyros i hi ha tingut quatre cadells: dos el 2010 (Fadeta i Floreta) i dos més el 2012 (Bouba i Patoune). El 2014 tingué Rodri amb Moonboots. Una nova copulació amb Moonboots conduí al naixement de Tuc i Beret el 2016. El 2017, les informacions la situaren de nou al vessant català de la serralada. El 2019 se la pogué fotografiar a la Vall d'Aran amb unes altres dues cries, però no se'n pogué determinar el pare i no hi havia cap indici de si els cadells encara eren vius abans de la hibernació. El 2020 fou vista de nou a la vall d'Aran amb cadells de l'any. L'anàlisi genètica de les mostres recollides d'un d'ells apunta que seria un mascle i que la paternitat recauria en Nere. Aquesta nova ventrada confirma la desaparició dels dos cadells de l'any anterior. Posteriorment s'esbrinà que l'altre osssall és una femella i que ambdós haurien sobreviscut. Així mateix, es confirmà que Nere era el pare de l'osseta, cosa que afavoreix la diversitat genètica als Pirineus centrals, davant de la dominància de Pyros, atès que Nere i Bambou no tenen cap parentiu amb Pyros. El 27 de juliol del 2022, agents del Consell General d'Aran albiraren Bambou amb dos nous cadells en un prat alpí. L'anàlisi genètica de les femtes indica que es tractaria de dues femelles i que el pare en seria Sardo. El 2023 fou detectada de nou a l'Aran. |
| Nhéu        |            | 2009 Femella                              | Descendent           | Nhéu nasqué el 2009 en la segona ventrada de Hvála als Pirineus. El seu pare era Pyros. Era germana de ventrada de Noisette. El 2017 constava com a adulta fora de Catalunya. Amb el pas dels anys, ha anat desplaçant el seu territori cada cop més cap a l'est. El nom «Nheu» ('neu' en occità) fou escollit pels nens de les escoles de la Vall d'Aran i els Pirineus centrals francesos. Entre el 2014 i el 2020 tingué vuit fills en quatre ventrades. Moonboots seria el pare de les dues primeres, Réglisse el 2014, i Blizzard, Gribouille i Nougat, el 2016 (és possible que Pyros fos el pare d'aquests dos últims). Nougat probablement no arribà a complir un any. El 2018, Nhéu parí tres cadells més (fills de Pepito, encara sense nom). Tots tres són mascles, però un d'ells es dona per desaparegut. El 2020 consta que fou vista de manera reiterada amb un nou cadell entre Mèles i Bonac e Irasenh. Es tractaria d'un mascle i la paternitat recauria de nou en Pepito. Entre el 2021 i el 2023 fou detectada invariablement a Santenh (Arieja). |
| Noisette    |            | 2009–2012 Femella 3 anys Desconeguda      | Descendent           | Noisette nasqué el 2009 en la segona ventrada de Hvála als Pirineus. El seu pare era Pyros. Era germana de ventrada de Nhéu. Se l'observà regularment els mesos de juny i juliol de 2011 i 2012 a la vall de Varradós (Vielha e Mijaran)., Posteriorment no se la tornà a detectar, però no se'n certificà la desaparició definitiva fins a l'informe anual divulgat el 2017. El nom «Noisette» ('avellana', en francès) fou escollit pels nens de les escoles de la Vall d'Aran i els Pirineus centrals francesos. |

## Nucli dels Pirineus centrals (dècada del 2010)
| Nom        | Demografia | Demografia                                | Origen               | Descripció |
| ---------- | ---------- | ----------------------------------------- | -------------------- | --- |
| Plume      |            | 2010 Femella                              | Descendent           | Plume és una femella nascuda el 2010, filla de Pyros i Caramelles, en la cinquena ventrada d'aquesta ossa i el seu pare. Així doncs, Pyros també era el seu avi matern. El seu germà de ventrada és Pelut. El nom «Plume» ('ploma', en francès) fou escollit en una votació popular a Internet (33.000 vots) per batejar els quatre cadells nascuts el 2010. Se li coneixen quatre cadells. El 2014 ja devia ser adulta o subadulta, puix que copulà amb Balou, mort aquell mateix any. El fruit d'aquest aparellament, nascut després de la defunció de Balou, fou Cachou, que sortí del cau a la primavera del 2015. Les anàlisis genètiques confirmaren que en aquell moment Cachou era l'únic ossall no emparentat amb Pyros per línia patrilineal i, per tant, una de les esperances per trencar el monopoli reproductiu del mascle dominant a la serralada. A finals del 2016, Plume era comptada com una de les deu femelles adultes a la serralada i anava acompanyada per Cachou, que ja tenia dos anys. El 2017 es té registre del seu pas per Catalunya. Així mateix es té constància que aquell any tingué dos cadells més, que no foren batejats i un dels quals moriria el 2018. El pare d'aquesta ventrada seria Pepito. Al recompte del 2019, Plume apareixia com a ossa adulta detectada a l'Arieja. El 2020 fou vista amb un nou cadell del qual no se'n pogué determinar ni el sexe ni el pare. El 2021 continuava a l'Arieja. El 2022 se n'identificà un nou cadell mascle, el pare del qual seria New20-08. Plume i el seu fill es desplaçaren entre el municipi de Sèish i el Pallars. El 2023 fou localitzada en les mateixes contrades. |
| Pelut      |            | 2010 Mascle                               | Descendent           | Pelut és un mascle nascut el 2010 com a part d'una ventrada de dos cadells de Caramelles, que havia tingut fills per cinquena vegada consecutiva amb el seu pare, Pyros. Així doncs, és fill i alhora net per part de mare del gran mascle dels Pirineus. La seva germana de ventrada és Plume. El nom «Pelut» ('home dels boscos', en occità) fou escollit en una votació popular a Internet (33.000 vots) per batejar els quatre cadells nascuts el 2010. Des del 2014 s'ha establert a Catalunya i, més concretament, al límit sud de la serralada, encara que de vegades passa al costat francès. Se n'ha tingut constància reiterada en els recomptes oficials del 2015 i del 2019, quan fou detectat entre el Pallars Sobirà i Coserans. Se sospita que Pelut podria ser el pare de l'ossall de Fadeta, New18-17 (sense nom propi), aparegut a la primavera del 2016. Així mateix, s'ha confirmat que tingué una filla amb Patoune l'any següent (New 19-01, una ossa sense nom propi que només fou detectada quan ja era adulta, amb tres anys d'edat). El 2019 es considerava que els dos animals eren vius, però New 19-01 no fou detectada el 2020. Aquest darrer any, també es determinà per mostres biològiques que Pelut és el pare de New20-09, un (mascle) dels dos ossalls amb els quals havia aparegut Fadeta la primavera anterior. El maig del 2021 es confirmà per primera vegada que Pelut era el causant de diversos atacs a bestiar a la Vall d'Aran que inicialment havien estat atribuïts a Goiat. Aquell any també se'n confirmà la presència al municipi de Coflens (Alt Coserans), el Pallars i l'Alta Ribagorça. El 2022 només fou detectat a Mèles, mentre el 2023 reaparegué de nou a banda i banda de la frontera. |
| Boavi      |            | 2010 Femella                              | Descendent           | Boavi és una femella nascuda el 2010 com a filla única de la segona ventrada de Caramellita. El seu pare hauria estat Pyros, que també era el seu besavi matern. El seu nom fa referència al Pla de Boavi, prop de Tavascan i no gaire lluny del lloc de la seva primera observació. El seu territori se situa al vessant català, prop d'Andorra, a la part més oriental de la distribució dels ossos dels Pirineus. A 2023 havia tingut sis fills: dos el 2014, de pare desconegut i morts probablement per infanticidi el mateix any, i dos més el 2016, fills de Pepito. Un d'aquests últims és Sardo, mentre que l'altre és una ossa adulta sense nom propi, New 17-02, que fou donada per desapareguda el 2019 després de no haver estat detectada durant dos anys seguits, abans de reaparèixer sorprenentment al Pallars el 2020. El 2022 tingué un fill al Pallars, avui considerat desaparegut, suposadament amb Esmolet. El darrer fill és del 2023, però a l'agost ja se'l considerava de nou desaparegut, car Boavi fou fotografiada sola i sense el cadell en diverses ocasions. Boavi fou mencionada com a adulta amb pas per Catalunya el 2017. A finals del 2016, se la va veure amb dos ossalls d'un any. Al recompte del 2019 apareix com a ossa adulta present a la Vall Ferrera (Pallars Sobirà). Entre el 2020 i el 2022 se la detectà tant al Pallars com a Ausat i Uston, a l'altra banda de la frontera, mentre que el 2023 només se'n registrà presència al Pallars. |
| Fadeta     |            | 2010 Femella                              | Descendent           | Fadeta és una femella nascuda a la Vall d'Aran el 2010. Els seus pares serien Pyros i Bambou i la seva germana de ventrada seria Floreta. El nom «Fadeta» (que significa el mateix en occità que en català) fou escollit en una votació popular a Internet (33.000 vots) per batejar els quatre cadells nascuts el 2010. És fàcil de reconèixer per les marques clares que té a banda i banda del coll. El seu territori és relativament petit i es troba a la Vall d’Aran. A 2020 havia tingut cinc ossalls. De subadulta, fou fecundada pel seu pare, aparellament del qual sortiren dues ossetes el 2014. Una d'elles era Auberta, que fou trobada al poble d'Aubèrt (Vall d'Aran) a la primavera del 2014 sola i sense la seva mare. La petita fou criada en semicaptivitat, però morí abans de poder ser alliberada. La germana d'Auberta, Salient, morí el 2016 per infanticidi. Coincidentment, aquell any Fadeta tingué un altre ossall sense nom (New 18-17), el pare del qual no es coneix amb certesa, encara que se sospita que era Pelut. A finals del 2016, es comptava Fadeta (amb un cadell d'un any) entre les deu femelles adultes. Aquest tercer cadell (New18-17) no té nom. Es tracta d'un mascle subadult que es mou entre l'Alt Pallars i Coserans. A la primavera del 2019, Fadeta fou vista amb dos cadells més a la Vall d'Aran. Aleshores no fou possible determinar el sexe i la paternitat dels cadells, encara que a la vista de les observacions durant la rutina de la primavera del 2018 s'especulà que podria correspondre a Goiat, Nere o Cachou. Tanmateix, el 2020, a partir de mostres biològiques recollides a Coserans i Comenge, es determinà que un d'aquests cadells, ja subadult (New20-09), era mascle i que el seu pare era Pelut. Pel que fa a Fadeta i l'altre cadell, se'n deixà de tenir constància. El 2021, Fadeta reaparegué a la Vall d'Aran, però l'ossall no, per la qual cosa se'l considera desaparegut. El 2022 no fou detectada, però l'octubre del 2023 reaparegué a la Vall d'Aran acompanyada de dos cadells no identificats. |
| Floreta    |            | 2010–2012 Femella 2 anys Desconeguda      | Descendent           | Floreta és una femella nascuda el 2010 de l'aparellament de Pyros i Bambou, a la Vall d'Aran. És la germana de ventrada de Fadeta. Fou donada per morta el 2011 o el 2012. El nom «Floreta» (que significa el mateix en occità que en català) fou escollit en una votació popular a Internet (33.000 vots) per batejar els quatre cadells nascuts el 2010. |
| Pepito     |            | 2011 Mascle                               | Descendent           | Pepito nasqué el 2011, fill de Hvála i Pyros. És germà de ventrada de Callisto i Soulane i sembla tan prolífic com el seu pare. Tot i que encara és jove, és el segon mascle, darrere de Pyros, amb major nombre de descendents coneguts (vint-i-cinc fills en tretze ventrades de nou osses). Es creu que procreà per primera vegada quan tenia tres anys i mig, quan el normal és que els mascles assoleixin la maduresa sexual a partir dels cinc anys. S'hauria aparellat amb Caramellita el 2015 (tres ossalls: Bulle, Fifonet i Fosca) i amb Boavi el 2016 (dos: Sardo i una osseta que morí el 2018). Només el 2017 haurien nascut vuit fills seus de quatre ventrades: una amb Caramelles (dues ossetes), una segona vegada amb Caramellita (dos ossalls), una amb Plume (un mascle i una femella) i una amb Isil (dues ossetes). El 2018 tingué tres fills mascles amb Nhéu i el 2019 en nasqueren dos més (un dels quals seria Douillous, l'ossall que fou rescatat i reintroduït després de ser trobat sol i famèlic). L'any següent fou el pare de tres cadells de Caramellita (tots considerats desapareguts) i de l'ossall de Nhéu. El 2021 es confirmà que fou el pare del primer cadell de Beret i el 2022, de dos cadells més, fills de la seva germana Callisto i de Réglisse. Sembla, doncs, que Pepito s'ha fet seu el paper de mascle dominant dels Pirineus centrals. El seu abast s'estengué considerablement el 2015, especialment a la part oriental de la zona francesa. El 2017 fou detectat a Catalunya i el 2019 i 2020 fou vist sovint per l'Arieja. Entre el 2021 i el 2023 se'l detectà sovint a l'Arieja, l'Alta Garona, el Pallars Sobirà i la Vall d'Aran, «Pepito» és com s'anomena oficialment al vessant català de la serralada, tot i que el seu nom original és «Pépite» ('palleta', en francès). Fou escollit el 2013, juntament amb el nom de les seves germanes, per l'ONG Pays de l'Ours d'entre més de 20.000 propostes recollides per Internet. |
| Callisto   |            | 2011 Femella                              | Descendent           | Callisto és una femella nascuda el 2011, filla de Hvála i Pyros. És germana de ventrada de Pepito i Soulane. Molt sedentària, habitualment roman a la zona limítrofa dels departaments de l'Arieja i l'Alta Garona. El 2017 fou esmentada com a adulta fora de Catalunya. Al recompte del 2019 s'esmentava la seva presència a Mèles i Bots i l'any següent a Antràs i Mèles. El seu nom fa referència a Cal·listo, una nimfa de la mitologia grega transformada per Zeus en la constel·lació de l'Ossa Major. Fou escollit el 2013, juntament amb el nom de les seves germanes, per l'ONG Pays de l'Ours d'entre més de 20.000 propostes recollides per Internet. El 2020 es tingué constància del seu primer cadell, un mascle fruit de la seva copulació amb Boet. El 2022 tingué un altre fill únic (New22-09), una femella, el pare de la qual seria Pepito. És la primera reproducció entre germans de la mateixa ventrada registrada als Pirineus. El 28 de maig, Callisto i l'osseta foren fotografiades a Mèles. El seu rastre tambe fou detectat a Santenh aquell mateix any. El 2023 es mantingué entre l'Arieja i l'Alta Garona. |
| Soulane    |            | 2011–2012 Femella 1 any Desconeguda       | Descendent           | Soulane fou una osseta nascuda el 2011, filla de Hvála i Pyros. Era germana de ventrada de Pepito i Callisto. El seu nom significa 'solana' en francès i fou escollit el 2013, juntament amb el nom de les seves germanes, per l'ONG Pays de l'Ours d'entre més de 20.000 propostes recollides per Internet. Es creu que Soulane traspassà en el seu segon any de vida, atès que la seva darrera mostra genètica es recollí el 2012. Se'n certificà la desaparició en l'informe anual divulgat el 2015. |
| Vila       |            | 2011–2011 Femella < 1 any Desconeguda     | Descendent           | Vila fou una femella nascuda el 2011, filla de Pollen i Pyros. Morí durant el seu primer any de vida. Fou l'única descendent de Pollen, que desaparegué el mateix 2011. |
| Alós       |            | 2012–2013 Mascle 1 any Mort accidental    | Descendent           | Alós fou un mascle nascut al cau de Caramelles el 2012 en la sisena ventrada d'aquesta ossa amb el seu propi pare, el mascle dominant, Pyros. La seva germana de ventrada era Isil. Patí una mort accidental el 2013. El nom d'aquests dos ossalls fa referència al poble d'Alós d'Isil, a l'Alt Àneu, al Parc Natural de l'Alt Pirineu, on foren vistos per primera vegada. |
| Isil       |            | 2012–2019? Femella < 7 anys               | Descendent           | Isil és una femella nascuda al cau de Caramelles el 2012 en la sisena ventrada d'aquesta ossa amb el seu propi pare, el mascle dominant, Pyros. El seu germà de ventrada era Alós, que traspassà l'any següent a causa d'un accident. El nom d'aquests dos ossalls fa referència al poble d'Alós d'Isil, a l'Alt Àneu, al Parc Natural de l'Alt Pirineu, on foren vistos per primera vegada. Aquesta ossa adulta es mou regularment entre Coserans i Catalunya. Ha tingut cinc ossalls en tres ventrades, dues de les quals amb en Pepito: una el 2017 (dues ossetes al Pallars Sobirà) i una altra el 2019 (dos mascles, un dels quals seria Douillous, l'ossall extraviat a Coserans). La tercera ventrada confirmada fou el juliol 2023, quan Isil fou fotografiada al Pallars Sobirà amb un cadell de paternitat desconeguda. Tanmateix, a l'agost fou observada amb un mascle adult a l'altra banda de la frontera, per la qual cosa es dedueix que l'ossall no sobrevisqué. El 2020, 2021 i 2023 se la detectà invariablement al Pallars i al municipi occità de Coflens, a l'Arieja. El 2022 només fou localitzada al Pallars. |
| Bouba      |            | 2012–2014 Femella 2 anys Desconeguda      | Descendent           | Bouba fou una femella nascuda el 2012, filla de Bambou i Pyros (la segona ventrada d'aquesta parella). La seva germana és Patoune. Els seus noms foren elegits en una votació popular a Internet (12.500 vots) el 2014. El seu nom era una referència a l'osset protagonista de la sèrie de dibuixos animats japonesa Jacky i Nuca, retransmesa a França amb el nom de Bouba, le petit ourson. Inicialment es pensà que era un mascle. Fou detectada per anàlisis genètiques el 2012 i el 2013. L'any següent se suposà que era un dels individus subadults capturats per una càmera trampa, Seria la darrera notícia que se'n tingué, car el 2016 se'n certificà la desaparició. |
| Patoune    |            | 2012-2015? Femella 3 a 5 anys Desconeguda | Descendent           | Patoune fou una femella nascuda el 2012, filla de Bambou i Pyros (la segona ventrada d'aquesta parella). La seva germana era Bouba, que traspassà el 2014. Els seus noms foren elegits en una votació popular a Internet (12.500 vots) el 2014. A finals del 2016, el Departament de Territori i Sostenibilitat de la Generalitat de Catalunya comptava deu femelles adultes, incloent-hi Patoune. No constava en el recompte del 2017, però sembla que posteriorment hi hagué indicis de la seva supervivència i no se la considerà baixa immediatament. Pel costat francès, se la donà definitivament com a desapareguda en l'informe divulgat el 2018, car no se la detectà ni el 2016 ni el 2017. El 2019 es detectà una ossa desconeguda (New-2019-01), ja adulta, que segons les anàlisis era filla de Patoune i Pelut. Es tractaria de la seva única descendent. New-2019-01 podria haver nascut entre el 2015 i el 2017. Com que Patoune freqüentava una part de la Vall d'Aran on no s'efectuava un seguiment sistemàtic, és possible que hi hagi sobreviscut més enllà de la seva darrera observació, el 2015. |
| Becero     |            | 2013–2013 Mascle < 1 any Mort accidental  | Descendent           | Becero fou l'únic cadell que Caramellita tingué amb Pyros el 2013 (tercera reproducció d'aquesta parella). Morí el mateix any a causa d'un accident. Segurament es tracta de l'ossall ofegat a Lladorre. |
| Gaia       |            | 2013 Femella                              | Descendent           | Gaia és una femella nascuda el 2013 al cau de Hvála, que s'havia reproduït amb Moonboots. Fou la quarta ventrada de la seva mare (la primera amb Moonboots). Chataigne és la seva germana de ventrada. El seu nom és una referència a la personificació de la Terra en la mitologia grega i fou escollit juntament amb el de la seva germana en una votació popular a Internet el 2014. Es mou regularment entre Comenge, la Vall d'Aran i Coserans. En el recompte del 2017 constava com a adulta fora de Catalunya i el 2019 fou detectada a Santenh. El 2020 fou mare per primera vegada, amb dos ossetes engendrades per Boet. Les tres foren detectades a l'estiu entre Santenh i Mèles, a Comenge. Per les mateixes contrades, marcà presència en els anys posteriors. El 2022 fou fotografiada amb dos nous cadells, un mascle i una femella, el pare dels quals seria de nou Boet, i el 2023 es confirmà que aquests ja serien subadults i haurien sobreviscut al seu segon hivern. |
| Chataigne  |            | 2013 Femella                              | Descendent           | Chataigne és una femella nascuda el 2013 al cau de Hvála, que s'havia reproduït amb Moonboots. Fou la quarta ventrada de la seva mare (la primera amb Moonboots). Gaia és la seva germana de ventrada. El seu nom significa 'castanya' en francès i fou escollit juntament amb el de la seva germana en una votació popular a Internet el 2014. De subadulta, s'instal·là entre la Vall d'Aran i Comenge. El 2017 fou mencionada com a adulta fora de Catalunya, igual que en el recompte del 2019, quan se la detectà als municipis occitans de Fos i Mèles. Se li coneixen sis fills. El 2017 en tingué el primer, de pare desconegut i probablement mort per infanticidi. El 2018, dos més, engendrats per Boet. Un d'ells, Mellous, traspassà el 2019, probablement de causes naturals, després d'una reintroducció fallida, mentre que l'altre, l'os anònim New20-08, fou identificat genèticament a l'Arieja el 2020. Aquest mateix any, Chataigne aparegué a Mèles amb tres altres cadells (una femella i dos de sexe indeterminat). Un d'aquests cadells es considera desaparegut des de l'estiu del 2020. Tot i que inicialment es considerà que la paternitat de la ventrada corresponia a Boet, les anàlisis genètiques de l'any següent indicaren que Bonabé seria el pare d'un dels tres cadells, cosa que suposaria el primer cas de multipaternitat als Pirineus després del cas de Živa el 1997. Entre el 2021 i el 2023 se la localitzà de nou entre Mèles i Fos. |
| Boet       |            | 2014 Mascle                               | Descendent           | Boet és un mascle nascut el 2014, fruit de la setena ventrada de Caramelles amb el seu propi pare, Pyros. És el germà de ventrada d'Esmolet. Els seus noms foren elegits en una votació popular organitzada per la Casa de l'Os (1.273 vots). «Boet» és una referència al Pla de Boet, topònim del municipi d'Alins, al Pallars Sobirà. Caramelles i els seus dos cadells del 2014 foren captats per una càmera trampa a l'Alt Àneu, al Parc Natural de l'Alt Pirineu. El 2017 Boet fou esmentat com a subadult fora de Catalunya. Procreà per primera vegada quan tenia tres anys i mig, quan el normal és que els mascles assoleixin la maduresa sexual a partir dels cinc anys. El 2018 nasqueren dos fills seus a Comenge (segona ventrada de Chataigne), un dels quals, Mellous, hauria traspassat el 2019, probablement de causes naturals. L'altre, l'os anònim New20-08, fou identificat genèticament a l'Arieja el 2020. El 2019 fou detectat entre Comenge i Coserans i el 2020 la genètica el revelà com a pare de sis cadells de tres noves ventrades: l'ossall nascut al cau de Callisto, els tres cadells de Chataigne (una femella i dos de sexe indeterminat, un d'ells desaparegut) i els dos fills de Gaia. Fou l'os més detectat el 2020. Es mou sobretot entre l'Alta Garona (Mèles, Bots) i l'Arieja (Sent Lari, Antràs, Santenh i Bonac e Irasenh). El 2022 se li atribuí la paternitat de dos osssalls més nascuts al cau de Gaia. |
| Esmolet    |            | 2014 Mascle                               | Descendent           | Esmolet és un mascle nascut el 2014, fruit de la setena ventrada de Caramelles amb el seu propi pare, Pyros. És el germà de ventrada de Boet. Els seus noms foren elegits en una votació popular organitzada per la Casa de l'Os (1.273 vots). «Esmolet» és un mot pallarès que significa 'persona llesta i estrambòtica'. Caramelles i els seus dos cadells del 2014 foren captats per una càmera trampa a l'Alt Àneu, al Parc Natural de l'Alt Pirineu. El 2015, després que el nucli familiar es dispersés, romangué uns temps a l'Arieja amb el seu germà i després s'establí entre Coserans i Catalunya. Apareixia com a subadult amb pas per Catalunya el 2017. En el recompte del 2019 ja constava com a adult detectat a la Vall de Cardós i el 2020, tant al Pallars com a Coflens. El 2021, només se'l detectà al Pallars i, el 2022, de nou al Pallars i al municipi d'Uston. Aquell any tingué un fill mascle amb Boavi. i es pogué determinar que també era el pare d'una altra ossa (New22-08) nascuda el 2021, però que tant ella com la mare (New18-18) havien passat desapercebudes en el recompte anterior. Ja el 2023 alternà de nou presència entre el Pallars i Coflens i es confirmà la seva paternitat de dos ossalls més nascuts a la cova de Beret. |
| Réglisse   |            | 2014 Femella                              | Descendent           | Réglisse nasqué el 2014 al cau de Nhéu. Fou el primer cadell d'aquesta ossa i no tingué germans de ventrada. El seu pare era Moonboots. El nom «Réglisse» ('regalèssia', en francès) fou escollit en una consulta popular el 2015. Fou un dels noms proposats pels alumnes de les escoles de l'Alta Garona i rebé l'ajut d'una campanya en línia que obtingué més de 10.500 vots. Fou detectada per primera vegada el 2015 a l'Arieja, al territori habitual de la seva mare. El recompte del 2017 l'esmentava com a adulta fora de Catalunya. Aquell mateix any, després de ser vista amb un mascle, s'esperava que tingués els seus primers cadells, però no es pogué confirmar. Fou detectada a Eras Bòrdas de Les, Shaontenh i Bonac e Irasenh el 2019 i als dos primers municipis el 2020. El juny del 2021 se l'observà a Bonac e Irasenh (Arieja) acompanyada d'un cadell. No es pogué genotipar el cadell i, per tant, no se'n coneix ni la paternitat ni el sexe. Segurament acabà morint, atès que el 19 de juliol del 2022 Réglisse reaparegué a la mateixa localitat amb dos nous ossalls de l'any. A través dels excrements, es pogué atribuir la paternitat d'almenys un dels dos a Pepito. El 2023 repetí presència al mateix municipi occità. |
| Auberta    |            | 2014–2014 Femella < 1 any Mort accidental | Descendent           | Auberta nasqué el 2014, fruit de la primera (i única) ventrada de Fadeta amb Pyros. La seva germana de ventrada, Salient, morí el 2016 víctima d'infanticidi. La fi d'Auberta també fou tràgica. El 17 d'abril d'aquell mateix any, quan només tenia tres o quatre mesos, fou trobada sola prop d'Aubèrt, a la Vall d'Aran. Dos dies després fou batejada i alliberada a la mateixa zona per augmentar la probabilitat que es retrobés amb la seva mare. El 25 d'abril fou recuperada, atès que encara voltava sola i que havia penetrat en zones habitades diverses vegades. El 12 de maig fou traslladada a un centre en règim de semicaptivitat a fi que pogués créixer amb autonomia i seguretat i posteriorment tornar a ser posada en llibertat. Durant aquells mesos, Auberta mostrà un creixement normal, tot conservant el seu instint salvatge. Després de la seva recuperació, quan pesava 34,5 kg, es decidí que ja podia tornar a ser reintroduïda al medi natural. Per fer-ne un seguiment exhaustiu, es descartà posar-li un collar GPS a causa del ràpid creixement d'un animal d'aquesta edat. Com a alternativa, el 9 de novembre se li col·locaren un transmissor GPS i un transmissor intraabdominal VHF. Tanmateix, el 20 de novembre fou trobada morta al recinte. Segons l'autòpsia practicada a la Universitat Autònoma de Barcelona, havia patit una mort ràpida provocada per un trauma accidental a la part de l'abdomen on se li havia implantat el transmissor, probablement a causa del seu costum d'enfilar-se als arbres. El desenllaç suscità les crítiques d'entitats ecologistes, que demanaren revisar el protocol d'actuació de cara a futurs casos similars. |
| Salient    |            | 2014–2016 Femella 2 anys Infanticidi      | Descendent           | Salient nasqué el 2014, fruit de la primera (i única) ventrada de Fadeta amb Pyros. La seva germana de ventrada era Auberta, que s'extravià a l'abril d'aquell any. L'1 de novembre, Fadeta fou fotografiada a la Vall d'Aran amb un sol cadell, que per força no podia ser Auberta. El 2015, Fadeta fou vista sense cap cadell. El maig de 2016 fou trobada morta una ossa subadulta a la Vall d'Aran, probablement a causa de l'atac d'un altre os. Se la identificà com a S28-SLO3 i es determinà que era filla de Fadeta i probable germana d'Auberta. Igual que passaria més tard amb la seva germana, l'autòpsia de Salient fou realitzada a la Universitat Autònoma de Barcelona. |
| Bulle      |            | 2014 Mascle                               | Descendent           | Bulle nasqué el 2015, filla de Caramellita i Pepito. Fou la quarta ventrada d'aquesta femella i la seva primera amb Pepito. Els seus germans de ventrada eren Fifonet i Fosca. Els tres germans s'instal·laren per les contrades més orientals de la distribució de l'os als Pirineus francesos. A finals del 2020 encara no se li coneixia descendència. A més a més, és força discreta i no sempre apareix en els recomptes oficials. El 2017 fou esmentada com a subadulta amb pas per Catalunya. El 2018, en canvi, no fou detectada. El 2019 se la registrà com una ossa adulta amb pas per Òst i Coflens, a l'Arieja. El 2020 tornà a no deixar cap rastre, però el 19 de setembre del 2021 reaparegué en unes càmares trampa al Pallars, acompanyada d'un ossall (New21-19). Les anàlisis genètiques han demostrat que es tracta d'una femella, el pare de la qual seria New 18-03. Tant Bulle com ell serien pares per primera vegada. El 2022 fou identificada al Pallars i el 2023 al Pallars i al municipi occità de Coflens. A diferència dels noms dels seus dos germans, el nom de Bulle fou escollit en una consulta popular el 2015. Fou un dels noms proposats pels alumnes de les escoles de l'Alta Garona i rebé l'ajut d'una campanya en línia que obtingué més de 10.500 vots. «Bulle» significa 'bombolla' en francès. |
| Fifonet    |            | 2015–2019 Mascle 4 anys Desconeguda       | Descendent           | Fifonet nasqué el 2015, fill de Caramellita. Fou de la quarta ventrada d'aquesta femella, la primera que tenia amb Pepito. Els seus germans de ventrada eren Bulle i Fosca. Els seus noms foren escollits en un procés participatiu amb els nens de les escoles del Pallars Jussà i el Pallars Sobirà. «Fifonet» és un mot pallarès que es refereix a algú que sembla que fa molta feina i no fa res. Els tres germans s'instal·laren per les contrades més orientals de la distribució de l'os als Pirineus francesos. El 2017 fou esmentat com a subadult fora de Catalunya, però se'l donà per desaparegut el 2019, quan només tenia 4 anys. Al recompte del 2020 ja constava com a mort. A finals del 2020 encara no se li coneixia descendència. |
| Fosca      |            | 2015-2021 Femella 6 anys Desconeguda      | Descendent           | Fosca nasqué el 2015, filla de Caramellita i Pepito. Fou de la quarta ventrada d'aquesta femella, la primera que tenia amb Pepito. Els seus germans de ventrada eren Bulle i Fifonet. Els seus noms foren escollits en un procés participatiu amb els nens de les escoles del Pallars Jussà i el Pallars Sobirà. «Fosca» és una referència a la Vall Fosca, al Pallars Jussà. Els tres germans s'instal·laren per les contrades més orientals de la distribució de l'os als Pirineus francesos. El 2017 fou esmentada com a subadulta fora de Catalunya. El 2019, ja adulta, feu acte de presència a l'Arieja (Aulús, Ausat i Lé Port). El 2020 es descobrí que havia tingut el seu primer cadell, l'únic que se li coneixia en el moment de redactar l'informe corresponent a aquell any, una femella el pare de la qual seria Blizzard. Mare i filla foren detectades a banda i banda de la frontera, a Ausat i el Pallars Sobirà (vegeu la imatge més amunt). Tant Blizzard com Fosca haurien estat molt joves en el moment de l'aparellament, amb una edat d'entre 3 i 4 anys. El 2020 hauria estat el darrer any que es tingué constància de la seva existència i en el cens del 2023 ja se la donava per desapareguda. |
| Flocon     |            | 2015 Mascle                               | Descendent           | Flocon és un fill de Hvála i Moonboots nascut el 2015. Era la cinquena i darrera ventrada d'aquesta ossa introduïda d'Eslovènia el 2006 (la segona amb Moonboots). La seva germana de ventrada és Aran. El 2017 era esmentat com a subadult fora de Catalunya. El recompte del 2019 ja el comptava com a adult. La seva àrea d'activitat es concentra en l'Arieja, tot i que de tant en tant travessa la serralada i se'n detecta el rastre a l'Alt Pallars, com succeí el 2019 i el 2022. Fins al 2022 s'ha registrat que Flocon és el pare de set ossos nascuts a la serralada. El 9 de juny del 2019 es veié al terme de Coflens, a Coserans (Arieja), l'ossa Caramelles amb dos cadells (un mascle i una femella), el pare dels quals seria Flocon. El 2021 Caramelles tingué dos ossalls més amb Flocon (Titan i Aster), que quedarien orfes de mare en un accident de caça a la comuna ariegesa de Sèish. També se li ha pogut atribuir la parternitat d'almenys un dels dos ossalls que aquell nasqueren al cau de New18-04 a Arrienh de Vathmala. Finalment és el pare de dos ossalls més nascuts el 2022 al cau de New18-11, a Uston. Aquell any i el següent basculà entre l'Arieja i el Pallars. El seu nom fou escollit en una consulta popular el 2015. Fou un dels noms proposats pels alumnes de les escoles de l'Alta Garona i rebé l'ajut d'una campanya en línia que obtingué més de 10.500 vots. «Flocon» significa 'floc (de neu)' en francès. |
| Aran       |            | 2015 Femella                              | Descendent           | Aran és una filla de Hvála i Moonboots nascuda el 2015. Era la cinquena i darrera ventrada d'aquesta ossa introduïda d'Eslovènia el 2006 (la segona amb Moonboots). El germà de ventrada d'Aran és Flocon. El 2017 era esmentada com a subadulta amb pas per Catalunya. El 2019 no se la veié, però el 2020 fou detectada viva i acompanyada per primera vegada per un parell de cadells a la Vall d'Aran. Les anàlisis genètiques de l'OFB han confirmat que el pare de les cries és Nere. Es tractaria d'un mascle i una femella. El 2022 tingué la segona ventrada, amb dos cadells més, de nou a la Vall d'Aran. Gràcies a una mostra de pèls i unes imatges gravades, fou possible identificar un dels cadells com un mascle fill de Sardo. El 2023 no fou detectada. però es pogué confirmar que el segon cadell nascut l'any anterior era una femella subadulta, també filla de Sardo. |
| Cachou     |            | 2015–2020 Mascle 5 anys Enverinament      | Descendent           | Cachou nasqué a l'hivern del 2014/2015 al cau de Plume, l'ossa que s'havia aparellat amb Balou uns dies abans que aquest os traslladat d'Eslovènia morís atansat per un llamp. Cachou fou l'únic fill de Balou i no tingué cap germà de ventrada. El seu nom fou escollit en una consulta popular celebrada el 2015 a les escoles de l'Alta Garona i a Internet i fa referència a les pastilles de regalèssia Le Cachou (antiga marca comercial francesa). Balou era l'únic mascle d'edat reproductora que no estava emparentat amb Pyros. Després de la seva mort es dipositaren moltes esperances en la possibilitat que el seu fill pòstum, Cachou, es pogués reproduir. Tanmateix, Cachou morí el 2020 sense descendència coneguda. Cachou era el mascle subadult de 120 kg que l'equip de seguiment havia capturat el maig del 2019 a Vielha e Mijaran per identificar-lo i col·locar-li un collar GPS i transmissors VHF. A la tardor d'aquell any se li atribuïren diversos atacs a equins a la Vall d'Aran, que generaren una gran alarma pública. El malestar entre els ramaders provocà que els polítics es reunissin a Madrid per estudiar la revisió del protocol d'intervenció amb ossos i permetre la possible extracció del medi d'individus problemàtics. A l'octubre, els tècnics del Consell General d'Aran assajaren l'ús d'aversius químics (fungicides) en carronya de cavall a fi de forçar un canvi d'hàbits alimentaris de Cachou. Aquesta mesura feu efecte i aquell any no es tornà a sentir a parlar de Cachou. El 9 d'abril del 2020, poc temps després que Cachou hagués despertat de la hibernació, aparegué mort al fons d'un barranc a Les Una autòpsia preliminar encomanada pel Consell a la Universitat Autònoma de Barcelona apuntava a una possible baralla amb un altre os, però les entitats ecologistes ho qüestionaren perquè el cadàver presentava indicis d'enverinament. Finalment, el jutjat de Viella decretà el secret de sumari (el primer que s'obria per la mort d'un os a l'Estat). El 18 de novembre, un agent de medi ambient de la Vall d'Aran, que formava part de la patrulla de l'os des de feia pocs mesos, fou detingut en el curs de les investigacions judicials. L'endemà fou posat en llibertat amb càrrecs, acusat d'un crim contra la fauna, revelació de secrets i prevaricació. La investigació conclogué que Cachou hauria estat enverinat amb un anticongelant (etilenglicol). Un cop alçat parcialment el secret de sumari, se sabé que a través d'un grup de WhatsApp anomenat «Plataforma Anti-Os», amb més d'un centenar de membres, s'hauria ordit el pla per matar Cachou. Sis persones estan sent investigades. Comunicacions intervingudes per ordre judicial demostraren el contacte del líder dels investigats amb persones a França que també estaven interessades en la mort de més plantígrads. Un altre dels principals sospitosos és un conseller de Territori del govern aranès entre el 2015 i el 2019, que en el seu moment gestionà els fons europeus per a la repoblació de l'os. Al final de la instrucció, el jutjat no retirà la condició d'investigades a cap de les persones que havien declarat com a tals en la causa. Arran de les escoltes telefòniques es descobrí igualment un moviment sospitós de cocaïna a la Vall d'Aran, per la qual cosa es posà en marxa una investigació paral·lela que resultà en la desarticulació d'una altra organització criminal el 27 de març de 2021, quan es detingueren dotze persones més, es desmantellà un laboratori de producció de drogues a Lleida i es confiscaren dos quilos de cocaïna a Viella.                                                                |
| Tuc        |            | 2016 Mascle                               | Descendent           | Tuc nasqué el 2016, fruit de la unió entre Bambou i Moonboots. Era la quarta ventrada d'aquesta ossa i la seva segona amb Moonboots. La seva germana de ventrada és Beret. La família fou vista per primera vegada el juny del 2016 a la Vall d'Aran i després al Pallars Sobirà. El nom «Tuc» fou escollit pels tècnics del programa Piros Life a Catalunya. El 2017 fou esmentat com a subadult amb pas per Catalunya. El 2018 no se'l detectà, però posteriorment se li atribuïren unes petjades de talla mitjana que havien aparegut a Rosa, a la regió ariegesa del Donasà, l'abril d'aquell any. El 2019 es recolliren mostres genètiques seves a Orlun (Arieja) i Camurac (Aude). Al recompte del 2020, Tuc encara constava com a mascle subadult i se'n confirmà la presència a Orlu. Seria, doncs, l'os que s'hauria desplaçat més cap a l'est de l'àmbit de distribució de l'espècie a la serralada en dates recents. Es tracta d'una zona molt propera al Capcir i el massís de Madres. A finals del 2020 encara no se li coneixia descendència. Els anys següents continuà per l'Arieja, però el 2023 aparegué diverses vegades a la parròquia andorrana d'Ordino, així com al Pallars. |
| Beret      |            | 2016 Femella                              | Descendent           | Beret nasqué el 2016, fruit de la unió entre Bambou i Moonboots. Era la quarta ventrada d'aquesta ossa i la seva segona amb Moonboots. El seu germà de ventrada és Tuc. La família fou vista per primera vegada el juny del 2016 a la Vall d'Aran i després al Pallars Sobirà. El nom «Beret» fa referència al Pla de Beret, un topònim de la Vall d'Aran, i fou escollit pels tècnics del programa Piros Life a Catalunya. El 2017 fou esmentada com a subadulta amb pas per Catalunya. En el recompte del 2019 s'informava que estava localitzada a l'Alt Cardós, mentre que en el del 2020 ja se la classificava com a adulta, detectada, en general, al Pallars, comarca en la qual romangué els anys següents. El 2021 es confirmà per primera vegada que tenia fills. Concretament, es tracta d'una femella (New 21-16), localitzada també a l'Alt Cardós, la paternitat de la qual correspondria a Pepito. El maig del 2023 fou observada amb tres ossalls, dels quals es pogué determinar genèticament que dos eren mascles fills d'Esmolet. Tanmateix, al setembre fou fotografiada amb un sol cadell. |
| Blizzard   |            | 2016 Mascle                               | Descendent           | Blizzard nasqué el 2016 al cau de Nhéu, que havia estat fecundada per Moonboots. Era la segona ventrada d'aquesta ossa, de la qual nasqueren el mateix Blizzard, Gribouille i Nougat. Els noms dels tres ossalls foren escollits entre les propostes dels escolars de l'Alta Garona amb l'ajut d’un vot dels membres de l'equip de seguiment. «Blizzard» significa 'torb' en francès. La ventrada creixé a les valls boscoses de l'Alta Garona (Mèles) i Coserans (Eras Bòrdas de Les, Santenh i Bonac e Irasenh), a la part més occidental de l'Arieja. Tanmateix, els tres germans no trigaren a dispersar-se cap a l'est i, en arribar a la fase subadulta, foren en bona part responsables del creixement de la distribució de l'espècie cap a l'est de la cadena pirinenca. A la primavera del 2017, Nhéu encara anava amb almenys dos dels seus ossalls, però a la tardor Blizzard fou detectat a Seix i Uston. Aleshores se'n pogué determinar la filiació amb Moonboots. El seguí de prop Nougat. El 2018 Blizzard fou detectat a Ausat (que també visitaria Nougat més endavant) i Aulús. El 2019, Blizzard repetia presència a Ausat, al mateix sector on 15 dies abans havia reaparegut Gribouille després de dos anys sense que se'n tinguessin notícies. Aquell any, també s'identificà Blizzard a l'altra banda de la frontera, a l'Alt Cardós (Pallars). El 2020 ja se'l considerava un mascle adult i tornava a transitar entre banda i banda de la frontera. Aquell mateix any se li atribuí per primer cop la paternitat d'un cadell, el primer (i, a finals del 2021, únic) fill de Fosca. Tant Blizzard com Fosca haurien estat molt joves en el moment de l'aparellament, amb una edat d'entre 3 i 4 anys. Els anys següents continuà deixant rastre a l'Arieja i al Pallars. El 2023 és confirmà la seva paternitat d'una segona osseta, nascuda al cau de Caramellita, però se sospita que aquesta cria no ha sobreviscut. |
| Gribouille |            | 2016–2020 4 anys Mascle Arma de foc       | Descendent           | Gribouille nasqué el 2016 al cau de Nhéu, que havia estat fecundada per Moonboots. Era la segona ventrada d'aquesta ossa, de la qual nasqueren el mateix Gribouille, Blizzard i Nougat. No se sap del cert si el pare d'aquests dos últims era Moonboots o Pyros. Els noms dels tres ossalls foren escollits entre les propostes dels escolars de l'Alta Garona amb l'ajut d’un vot dels membres de l'equip de seguiment. A França, Gribouille és originalment un personatge popular que es llença a l'aigua per por de la pluja. La ventrada creixé a les valls boscoses de l'Alta Garona (Mèles) i Coserans (Eras Bòrdas de Les, Santenh i Bonac e Irasenh), a la part més occidental de l'Arieja. A la primavera del 2017, Nhéu encara anava amb almenys dos dels seus ossalls, però no es tenien notícies de Gribouille. No fou detectat ni aquell any ni el següent i, per tant, se'l considerà desaparegut. Tanmateix, el 2019, contra tot pronòstic, reaparegué a l'Arieja (Aulús, Ausat i Uston), molt a prop d'on rondava Blizzard. En el recompte del 2020, Gribouille constava com a subadult. Fou detectat una sola vegada al maig a Uston. A principis de juny, un os subadult fou trobat mort en una zona boscosa propera a les pistes d'esquí de Guzet, al mateix terme d'Uston. La identitat de l'animal no transcendí per vies oficials, atès que les investigacions estaven en curs, però al web de l'ONG Pays de l'Ours s'informà que Gribouille probablement era el tercer os adult mort el 2020. La ministra francesa de la Transició Ecològica, Élisabeth Borne, anuncià que presentaria una denúncia. Ben aviat es desfermà una gran polèmica quan la filial francesa de Sea Shepherd, una ONG ecologista, oferí una gran recompensa a qui oferís pistes que contribuïssin a esbrinar la identitat dels autors dels fets. L'autòpsia de l'animal, duta a terme a Tolosa, confirmà que havia estat abatut a trets. Per aquest motiu, la ministra Borne també demanà a Espanya informacions sobre el resultat de l'autòpsia de Cachou, que havia estat mort dos mesos abans a Les, a la Vall d'Aran, a menys de 100 km d'Uston. El 2021 es determinà genèticament que Gribouille era el pare de dos ossalls de l'any nascuts al cau de New18-06, una ossa del 2017, filla de Pepito i Caramellita, amb qui Gribouille hauria aconseguit aparellar-se abans de ser abatut. Els ossalls identificats són New21-07 (mascle) i New21-08 (femella). |
| Nougat     |            | 2016–2019 Mascle 3 anys Desconeguda       | Descendent           | Nougat nasqué el 2016 al cau de Nhéu, que havia estat fecundada per Moonboots. Era la segona ventrada d'aquesta ossa, de la qual nasqueren el mateix Nougat, Blizzard i Gribouille. No se sap del cert si el pare d'aquests dos últims era Moonboots o Pyros. Els noms dels tres ossalls foren escollits entre les propostes dels escolars de l'Alta Garona amb l'ajut d’un vot dels membres de l'equip de seguiment. En francès, «Nougat» significa 'nogat', una llaminadura occitana semblant al torró. El 2018 se'l detectà a Ausat, a l'Arieja, a la frontera amb Andorra i el Pallars, però el 2019 es deixaren de tenir proves de la seva supervivència i el 2020 se'l donà definitivament per desaparegut. |
| Sardo      |            | 2016 Mascle                               | Descendent           | Sardo és fill de Boavi, en la seva segona ventrada del 2016. El seu pare seria Pepito i la seva germana és New 17-02, una ossa adulta sense nom que reaparegué sorprenentment al Pallars el 2020 després de tres anys sense ser detectada. Sardo creixé amb la seva germana entre la Vall de Cardós, al Pallars, i el municipi d'Uston, a l'Arieja. Tanmateix, el 2017 no se'n detectà cap dels dos. El 2018, Sardo fou vist a l'Alta Ribagorça, on justament el 2017 s'havien registrat els primers indicis d'os des de feia molt de temps. Aleshores, Sardo fou batejat en referència al lloc on fou descobert (per les indicacions, es podria tractar de la cova del Sardo de Boí, a la Vall de Sant Nicolau). El seu nom fou escollit pels tècnics del programa Piros Life a Catalunya. El recompte del 2019 esmentava que Sardo havia estat detectat al vessant aragonès de la Ribagorça, la Vall d'Aran i Gèrm, als Alts Pirineus. El 2020 se'n registrà força moviment per Comenge (Sent Avantin i Banhèras de Luishon), la Vall d'Aran, el Pallars i l'Alta Ribagorça. El 2021 ja apareixia com un os adult, amb presència al Luixonès, la Vall d'Aran i, de nou, l'Alta Ribagorça. El 2022 nasqueren a la Vall d'Aran els seus primers fills coneguts: dues femelles, filles de Bambou, i un mascle, fill d'Aran, i també marcà presència, de nou, al Pallars i l'Alta Ribagorça. El 2023 es pogué confirmar que el segon cadell d'Aran nascut a l'any anterior també era fill de Sardo, llavors ja se la considerà una ossa sub-adulta. Aquest any Sardo es mogué per la Vall d'Aran, l'Alta Ribagorça, el Pallars i l'Alta Garona. |
| Goiat      |            | 2004?–2022 Mascle 18 anys Desconeguda     | Al·lòcton 06-06-2016 | Goiat fou un mascle alliberat el 2016 procedent de la reserva Jelen, a Eslovènia. En aquell moment tenia entre 9 i 12 anys i pesava 205 kg. El seu nom significa 'jove' o 'fadrí' en pallarès. El motiu del seu trasllat era la necessitat d'un mascle que trenqués la dominància reproductora de Pyros, que era pare, avi o besavi de més de 30 ossos a la serralada. L'objectiu era augmentar la diversitat genètica de la població i disminuir el risc d'endogàmia, que podria conduir a una pèrdua de vigor reproductiu i l'aparició de trastorns genètics. Fou alliberat al bosc de Bonabé, a Isil (Pallars Sobirà), dins el Parc Natural de l'Alt Pirineu. Se li instal·laren emissors convencionals a les orelles, a més d'un collar emissor GPS per poder-lo ubicar en tot moment. Sembla que a l'estiu acostuma a freqüentar Varossa i Loron, als Alts Pirineus francesos, i que es dirigeix a la Vall d'Aran per passar-hi l'hivern. El 2017 es dispararen les alarmes perquè, a més dels atacs típics a bestiar oví, boví i caprí, es detectaren atacs de Goiat a cavalls, sobretot a la Vall d'Aran, on arribà a matar una egua de 700 kg. Aquest comportament continuà el 2018 i les mesures dissuasives que s'havien pres, incloent-hi l'ús de bales de goma o de tancats elèctrics, resultaren «ineficients», per la qual cosa es posà sobre la taula la possibilitat de traslladar-lo. A l'estiu hi hagué manifestacions de ramaders a Sort i Viella per exigir-ne la retirada. A l'octubre es dugué a terme una operació amb helicòpter per canviar-li la bateria del collar GPS i al novembre s'aprovà el protocol d'intervenció amb ossos als Pirineus amb l'objectiu d'orientar l'actuació davant d'individus amb conductes atípiques i resoldre situacions conflictives. El 2019 es reforçaren les mesures aversives i Goiat emprengué un gran viatge pels dos Pallars, la Ribagorça i el Sobrarb aragonès, retornant a la Vall d'Aran per Comenge. Aquest desplaçament feu que l'àrea amb presència demostrada d'os bru als Pirineus s'ampliés en 3.000 km² respecte a l'any anterior. Aquell estiu se sabé que Goiat acumulava més de cent caps de bestiar morts en els seus tres anys a la serralada. Les seves incursions erràtiques desfermaren una campanya antios a tot el vessant sud dels Pirineus, amb manifestacions en diverses valls, articulades per una plataforma transpirinenca que aglutinà més de 40 associacions ramaderes i sindicals de Catalunya, Aragó i Navarra. A la tardor del 2020, es feu públic que Goiat s'havia tret el collar GPS que facilitava les tasques de seguiment i auditoria de danys al bestiar. Tanmateix, el maig del 2021 la prefectura dels Alts Pirineus autoritzà la seva captura per posar-li un nou collar GPS després que es comprovés que estava al darrere de tres atacs a bestiar estabulat a la Vall de Loron. Aquell any, Goiat també fou identificat a l'Alta Garona (Artiga i Mèles) i, al vessant sud de la serralada, al Sobrarb (Chistén). El 2020 es constatà que Goiat s'havia aparellat amb una femella i el 2021 es confirmà que era el pare d'una osseta, New21-21, l'única supervivent de la ventrada de tres cadells que sortí aquell any del cau de Caramellita. Es tractaria de la primera descendència reconeguda de Goiat, l'únic os alliberat per la Generalitat de Catalunya. El 24 d'abril del 2022 fou fotografiat per una càmera de trampa del govern d'Aragó a Chistén i des de l'endemà no hi ha hagut cap indici que encara estigui viu. Coincidentment, el 22 d'abril s'havia notificat una depredació seva de cabres i ovelles a la mateixa vall. Dos anys més tard, se'l donà definitivament per mort. |
| Mellous    |            | 2018–2018 Femella < 1 any Mort natural?   | Descendent           | Mellous nasqué el 2018 al cau de Chataigne. El seu pare era Boet. Era la segona ventrada de Chataigne (la primera havia estat amb un os desconegut). Mellous tingué un germà de ventrada (New 20-08, sense nom) que el 2020 encara era viu. Fou trobada per un resident a Fos, a l'Alta Garona, el 5 de juliol del 2018. Estava sola i deshidratada i tenia només 6 o 7 mesos. Fou atesa i alimentada per tècnics de l'ONCFS. Pocs dies després, li posaren un transmissor i fou alliberada «en una zona capaç de proporcionar-li les condicions de seguretat, tranquil·litat i recursos més favorables, i on la seva […] mare havia estat localitzada poc abans». L'ONG Pays de l'Ours – Adet la batejà amb un nom que fa referència a Mèles, el municipi on fou alliberada, al costat de Fos. Morí abans d'acabar el mes, probablement de causes naturals. |
| Douillous  |            | 2019 Femella                              | Descendent           | Douillous és un cadell femella nascut a l'hivern del 2018/2019 al cau d'Isil. Era la segona ventrada d'aquesta ossa, de nou amb Pepito. Douillous té un germà de ventrada que encara no té nom. Fou trobada sola el 10 de juny del 2019 a Coflens, a Coserans (Arieja), prop de la frontera. El seu nom és una referència al lloc on fou descobert. L'examen clínic de l'animal conclogué que tenia cinc mesos i pesava 8,25 kg. Estava desnodrit i patia anèmia, però no tenia cap ferida. La seva debilitat li impedia desplaçar-se correctament. Després de la seva captura, fou portada a un tancat d'una casa particular amb autorització administrativa per a la conservació d'animals salvatges, per poder retornar-la al seu hàbitat natural. Tanmateix, uns dies més tard s'escapà fent un forat per sota d'una tanca de ferro. Finalment, fou atrapada després d'una persecució al mig del camp. El 22 de setembre, els agents de l'ONCFS procediren a alliberar l'ossall de vuit mesos en un bosc de Comenge i des d'allà saltà al vessant sud dels Pirineus, on s'establí entre Bielsa i la vall de Benasc. El 2020 se'n deixà de tenir constància, però s'especulà que podria ser l'os no identificat que rondava pels Pirineus Centrals aragonesos juntament amb Sarousse, Goiat i Canelito. El 2021, ja subadulta, se'n detectà la presència de nou a Benasc, on fou fotografiada i se'n pogueren recollir dues mostres de pèl que foren genotipades. Tot i que, des que havia estat rescatada, es creia que Douillous era un mascle, les darreres anàlisis genètiques confirmaren que es tracta d'una femella.El 2022 ja se la comptava com una ossa adulta, encara sense descendència, amb la ubicació fixada a la vall de Bensac, mentre que el 2023 se la detectà diverses vegades a Bensac i una a l'Alta Garona. |

## Nucli dels Pirineus centrals (dècada del 2020)
| Nom   | Demografia | Demografia   | Origen     | Descripció |
| ----- | ---------- | ------------ | ---------- | --- |
| Titan |            | 2021 Mascle  | Descendent | Titan (New21-09) nasqué el 2021 al cau de Caramelles, a Sèish, al Coserans (Arieja), juntament amb Aster, la seva germana de ventrada. El seu pare és Flocon. Caramelles i els seus cadells foren detectats diverses vegades a la zona fronterera amb el Pallars Sobirà i la Vall d'Aran. El 20 de novembre del 2021, Caramelles estava amb els seus cadells quan fou morta per un caçador de 70 anys en una batuda de senglar a Sèish. El caçador resultà greument ferit a les cames. Titan i Aster s'emboscaren i foren vistos amb vida el 15 de gener de 2022, encara a la població de Sèish. En el cens d'aquest any, divulgat el març del 2023, s'informà que els cadells havien tirat endavant i ja eren subadults. Titan fou detectat reiterades vegades al Pallars Sobirà. Aleshores es donà a conèixer que els dos fills de Caramelles havien estat batejats amb noms proposats per infants d'escoles del Comenge i del Coserans. Es creu que Titan és l'os subadult que el juny del 2023 es deixà veure diverses vegades prop de la carretera del port de la Bonaigua (C-28). En el cens d'aquest any, divulgat l'abril del 2024, s'informà que Titan havia estat detectat al Pallars i l'Alta Ribagorça. |
| Aster |            | 2021 Femella | Descendent | Aster (New21-15) nasqué el 2021 al cau de Caramelles, a Sèish, al Coserans (Arieja), juntament amb Titan, el seu germà de ventrada. El seu pare és Flocon. Caramelles i els seus cadells foren detectats diverses vegades a la zona fronterera amb el Pallars Sobirà i la Vall d'Aran. El 20 de novembre del 2021, Caramelles estava amb els seus cadells quan fou morta per un caçador de 70 anys en una batuda de senglar a Sèish. El caçador resultà greument ferit a les cames. Titan i Aster s'emboscaren i foren vistos amb vida el 15 de gener de 2022, encara a la població de Sèish. Aquesta fou la darrera vegada que Aster fou detectada. En el cens d'aquest any, divulgat el març del 2023, s'informà que els cadells havien tirat endavant i ja eren subadults, Aleshores es donà a conèixer que els dos fills de Caramelles havien estat batejats amb noms proposats per infants d'escoles del Comenge i del Coserans. Un any després, s'informà que Aster continua freqüentant l'antic territori de la seva mare. |